# Mauser
La Gebrüder Mauser & Co. Waffenfabrik a Oberndorf am Neckar (conosciuta anche come Mauser) era una azienda produttrice di armi da fuoco leggere tedesca, famosa per la produzione di una linea di fucili a otturatore girevole-scorrevole (bolt action).
Tra la fine del XX e l'inizio del XXI venne divisa in due rami e acquisita da altre aziende. Nel 1999 la divisione civile dell'industria armiera fu trasformata in Mauser Jagdwaffen GmbH con sede a Isny im Allgäu e venduta alla Lüke & Ortmeier Gruppe. La divisione militare nel 2004 diventò Rheinmetall Waffe Munition GmbH Niederlassung Mauser Oberndorf, società controllata dalla Rheinmetall con sede storica a Oberndorf am Neckar.
Il prodotto più famoso fu il Modell 98, che il 5 aprile 1898 venne scelto dal Kaiser Guglielmo II di Germania come arma per l'esercito della Prussia. Il Modell 98 (M98) fu fino al 1935 il fucile d'ordinanza del Deutsches Heer (1871-1919), del Reichswehr e come Karabiner 98k con 15 cm di canna più corta dal 1935 al 1945 della Wehrmacht. Questo fucile è ancora usato dal Wachbatallion della Bundeswehr. I suoi modelli sono stati esportati in tutto il mondo e utilizzati come base per lo sviluppo di molti altri modelli di fucili con otturatore girevole-scorrevole.

## Storia

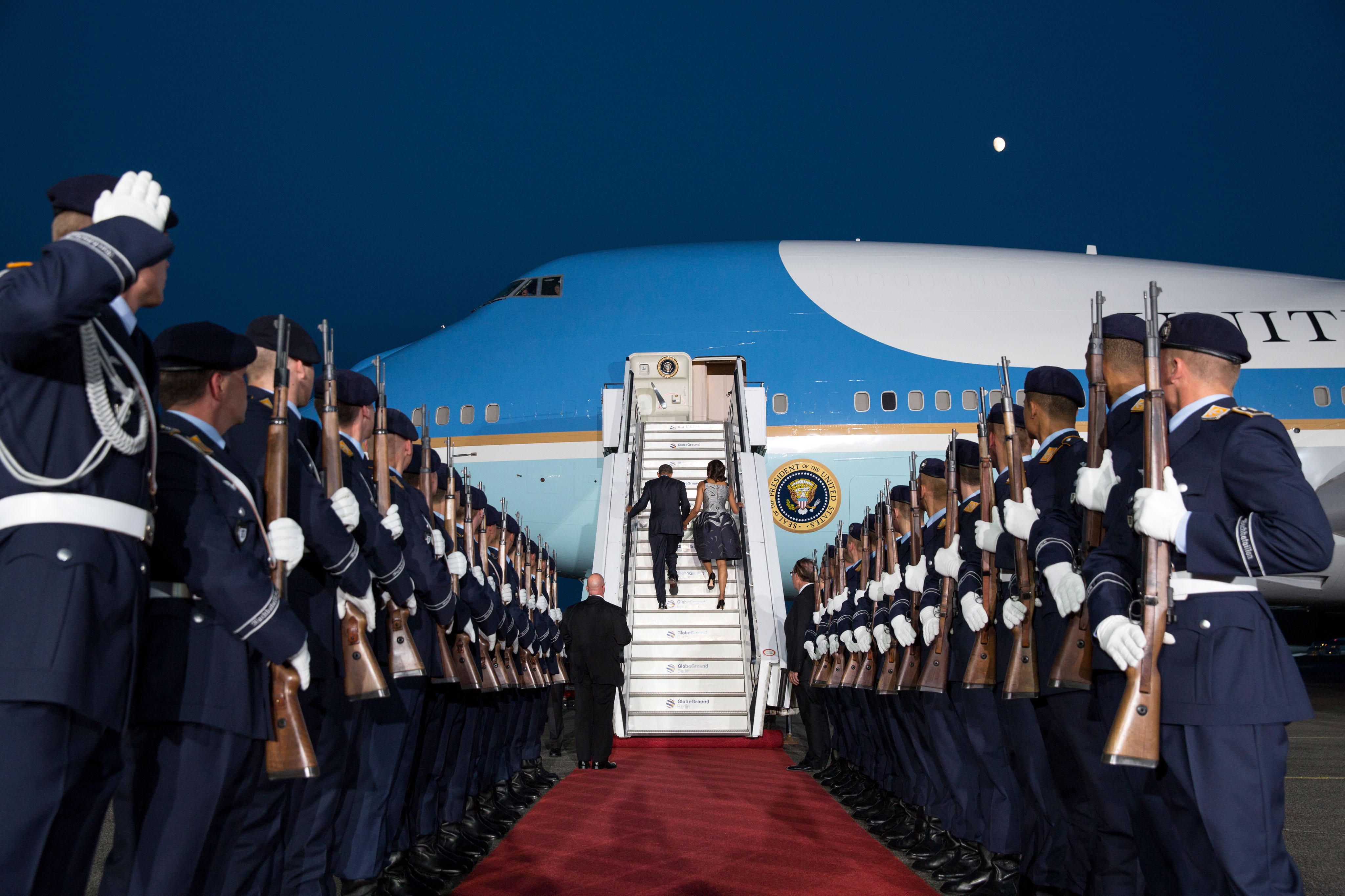
Il fucile 98k usato in parata per salutare il presidente Barack Obama e la First Lady nel giugno 2013.

### Fondazione
Fu fondata come Königliche Waffen Schmieden (qualcosa come "regia fabbrica d'armi") il 31 luglio 1811 da Federico I di Württemberg. Inizialmente con due sedi a Ludwigsburg e a Christophsthal, la fabbrica fu in seguito trasferita a Oberndorf, in quello che era stato un convento agostiniano. Il posto da armaiolo capo era occupato da Andreas Mauser.
Franz Andreas Mauser (1º agosto 1792 - 23 giugno 1861) nel 1805 calzolaio, trovò lavoro in una fabbrica del Württembergische Armee presso Ludwigsburg, che nel 1812 divenne la Königl. Württ. Gewehrfabrik presso Oberndorf am Neckar, dove Mauser fabbricò foderi in pelle per sciabole e divenne armaiolo. Nel 1818 la società si sciolse e il lavoro venne portato avanti dai collaboratori. Come il loro padre, i fratelli Wilhelm (1834–1883) e Paul Mauser (1838–1914) dal 1848 e dal 1852 lavorarono nella fabbrica d'armi. Nel 1858 il padre ammalato lasciò l'azienda.
Dai primi anni '60 i figli proseguirono l'attività sviluppando sistemi a retrocarica. Il primo modello fu realizzato nel 1867. L'agente della Remington, Samuel Norris condusse i fratelli Mauser a Liegi per farli lavorare assieme a lui. A Liegi venne brevettato nel 1868 per il francese Chassepot un tipo di proiettile di metallo. Un fucile Mauser-Norris a retrocarica del 1857, della Infanterieschießschule Spandau-Ruhleben per l'esercito del Württemberg, è arrivato fino a noi. Nel 1870 i fratelli Mauser ritornarono a Oberndorf.

### Primi anni
Peter Paul Mauser, spesso indicato come Paul Mauser, nacque il 27 giugno 1838 a Oberndorf am Neckar (Württemberg). Suo fratello Wilhelm era più vecchio di quattro anni. Un altro fratello, Franz Mauser, arrivò in America nel 1853 con la sorella e lavorò presso E. Remington & Sons.
Peter Paul prestò servizio militare nel 1859 come artigliere nell'arsenale di Ludwigsburg, dove venne impiegato come armaiolo. Nel dicembre 1859 i suoi superiori erano così colpiti dalla sua abilità che lo dispensarono dal servizio ordinario, distaccandolo alla fabbrica reale di Oberndorf. Paul fece venire il fratello maggiore Wilhelm
a lavorare in un nuovo sistema d'arma nel tempo che il suo lavoro principale gli lasciava libero. Paul era il tecnico-progettista mentre Wilhelm assunse il ruolo di gestore dei loro interessi nei confronti della fabbrica di Oberndorf.
La prima invenzione di Paul fu un cannone con relativa munizione. In tutta la sua carriera ebbe sempre una capacità unica nel produrre sia l'arma sia la sua munizione. In seguito al successo del fucile Dreyse ad ago (Zündnadelgewehr) Paul rivolse la sua attenzione a migliorare quel progetto e produrne uno nuovo. All'epoca Paul e Wilhelm si erano separati per alcune divergenze. Dopo che Paul aveva sviluppato un nuovo modello di otturatore girevole Wilhelm comprese l'opportunità di ricomporre il sodalizio e riuscì ad ottenere i finanziamenti necessari per acquistare i macchinari e continuare lo sviluppo.
Mentre il fucile ad ago originario usava una punta che perforava la base della cartuccia per accendere l'innesco nel mezzo, Mauser sviluppò presto un ago che accendeva la carica alla base, un progetto superiore.

#### Brevetto USA
Dale loro parti era appena stato adottato il fucile Dreyse e così i fratelli si rivolsero all'ambasciatore austriaco per cercare di vendere il loro fucile. L'ambasciatore mandò il loro nuovo fucile a Vienna per le prove.
Fu lì che l'americano Norris della società Remington vide il nuovo progetto di fucile Mauser.
Nel 1867 Norris ingaggiò i fratelli Mauser per recarsi a Luttich e lavorare ad un nuovo progetto. Pose la clausola che i brevetti sarebbero stati registrati a suo nome, riservando ai fratelli Mauser una royalty su ciascun fucile venduto. Norris era convinto che avrebbe potuto vendere ai francesi un progetto per convertire i loro fucili Chassepot. Negli Stati Uniti fu richiesto il brevetto Norris-Mauser. Remington si indignò per il comportamento di Norris e non tentò mai neppure di vendere il nuovo fucile.
Partendo dal concetto Dreyse, sviluppò un fucile con meccanismo a otturatore girevole che si armava quando azionato dall'utente. In principio il fucile usava un ago di sparo; una versione successiva impiegava un innesco a spillo e una cartuccia ad eccezione posteriore. Il fucile fu mostrato al ministro della guerra austriaco da Samuel Norris della E. Remington & Sons. Norris che il progetto potesse essere adattato per convertire i fucili ad ago Chassepot in modo da sparare cartucce metalliche. Poco dopo si formò una collaborazione ad Oberndorf tra Norris e i fratelli Mauser. La collaborazione di spostò a Liegi nel 1867, ma quando il governo francese si mostrò disinteressato a convertire gli Chassepot, la collaborazione svanì. Paul Mauser tornò a Oberndorf nel dicembre 1869, e Wilhelm arrivò nell'aprile successivo. Prime di lasciare Luttich, i Mauser insistettero che egli proponesse il fucile alla Scuola reale degli armieri prussiani. I risultati furono così brillanti che Wilhelm fu invitato all'arsenale di Spanda.

#### Mauser M71
Peter Paul e Wilhelm Mauser continuarono lo sviluppo del loro nuovo fucile nella casa del suocero di Paul. Il fucile fu accettato dal governo prussiano il 2 dicembre 1871 e adottato per le forze armate dal 14 febbraio 1872, dopo l'apporto di una modifica richiesta al comando della sicurezza. I fratelli Mauser ricevettero un ordine per 3000 congegni di mira per fucili, ma la vera produzione del fucile fu assegnata ad arsenali governativi e grandi imprese. I congegni di mira furono prodotti presso la casa di Xaver Jauch a partire dal 1º maggio 1872. Dopo che la fabbrica bavarese di fucili di Amberg aveva ricevuto un ordine per 100 000 congegni di mira per fucili, i fratelli Mauser iniziarono le trattative per acquistare l'armeria reale di Württemberg. Un ritardo nell'acquisto li costrinse a comprare un immobile affacciato sulla valle del fiume Neckar, dove lo stesso anno fu iniziata la produzione.
Venne affittata anche una casa di Oberndorf per soddisfare l'ordine bavarese.

#### Acquisizione dellaKöniglich Württembergische Gewehrfabrik
Il 23 maggio 1874 i Mauser comprarono la Königlich Württembergische Gewehrfabrik, dopo aver raggiunto un accordo con il governo del Württemberg finalizzato alla costruzione di 100 000 fucili Modell 71.
Il 5 febbraio 1874 si avviò una collaborazione finanziaria tra i fratelli Mauser e la Württemberg Vereinsbank di Stoccarda. Al 23 maggio 1874 questa alleanza disponeva di tre fabbriche ad Oberndorf.
Wilhelm Mauser fu sempre cagionevole di salute, e i suoi frequenti viaggi di lavoro peggiorarono la situazione, tanto da portarlo alla morte il 13 gennaio 1882. L'alleanza divenne una società per azioni chiamata Waffenfabrik Mauser il 1º  aprile 1884. Le quote possedute da Württemberg Vereinsbank e Paul Mauser furono cedute a Ludwig Löwe & Company il 28 dicembre 1887, mentre Paul Mauser rimaneva nella ditta con il ruolo di direttore tecnico. Ludwig Löwe & Company apparteneva per metà alla Fabrique Nationale d'Armes de Guerre, una società formata nel 1889 per fabbricare fucili Mauser per il governo belga. Il 7 novembre 1896 si costituì la Deutsche Waffen und Munitionsfabriken A.G. (DWM), risultante dalla fusione di Ludwig Löwe & Company A.G., Deutsche Metallpatronenfabrik A.G., Rheinisch-Westfälischen Powder Company, e Rottweil-Hamburg Powder Company. Il 23 aprile 1897 nacque la Mauser A.G. Dopo la Seconda guerra mondiale la DWM fu rinominata Industrie-Werke Karlsruhe A.G. (IWK).

### I fucili della Prussia e l'invezione del Kar98k

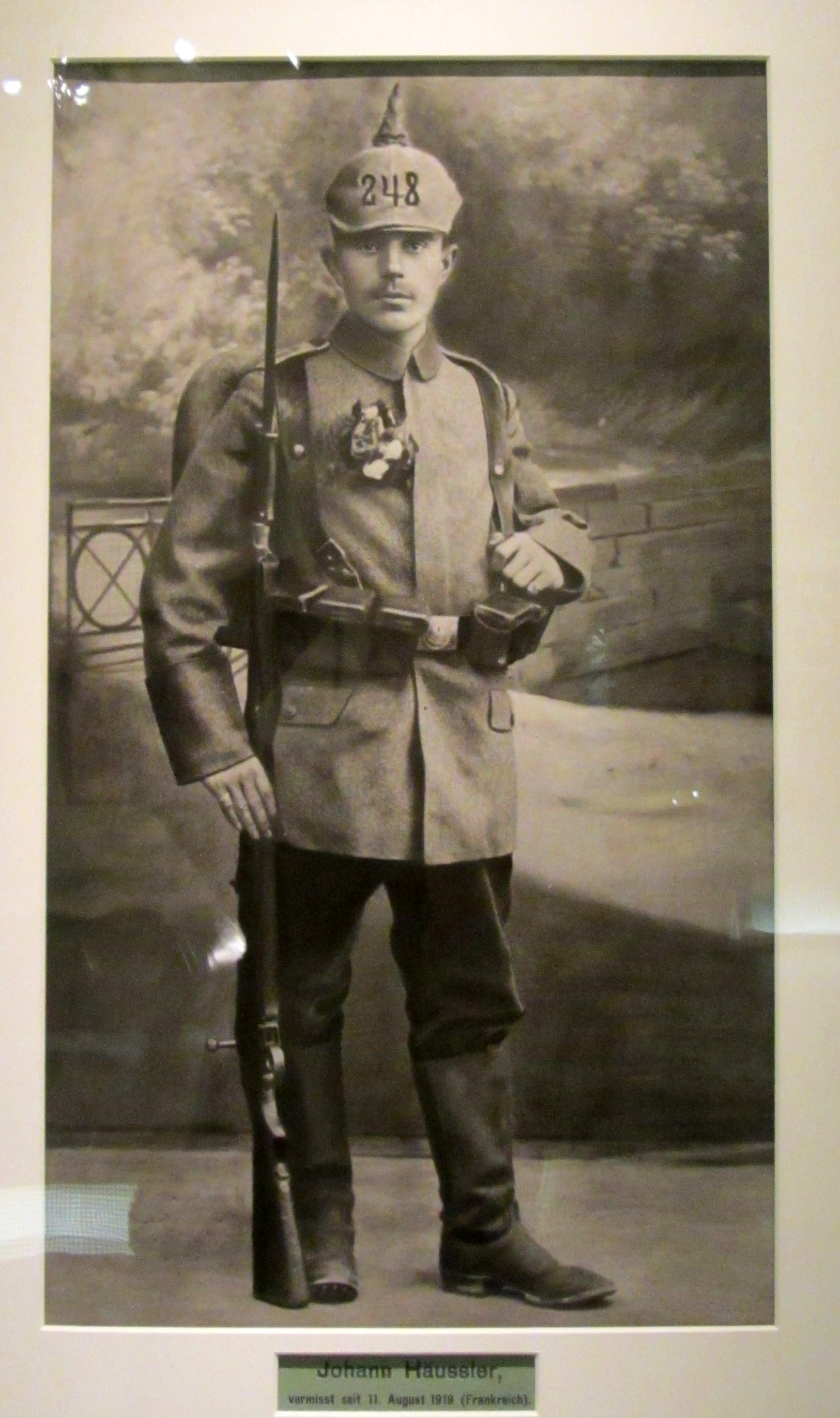
Un soldato tedesco con il Gewehr 98 durante la prima guerra mondiale.

La storia dei Mauser-Gewehr iniziò con l'esercito prussiano, con l'accettazione reale il 22 marzo 1872 dello sviluppo di un sistema d'arma in grado di sparare una cartuccia a percussione centrale, da testare presso il Gewehr-Prüfungskommission (GPK) prussiano, sviluppato dai fratelli Mauser. I fratelli Mauser svilupparono l'otturatore. La progettazione iniziò il 2 dicembre 1871 con designazione Mauser Model 71 (M/71). I fratelli guadagnarono solamente 8.000 talleri, senza la possibilità all'epoca in Prussia di far valere diritti per produzioni su licenza. Il primo fucile a ripetizione M71/84, anche primo fucile tedesco con caricatore tubolare (con capacità di dieci proiettili), fu interamente progettato da Paul Mauser.
Gli sviluppi successivi per Serbia, Belgio, Spagna e Svezia portarono al Modell 98, per lungo tempo il miglior fucile a ripetizione tedesco. La prima licenza di costruzione per il Model 98 prussiano è datata 11 novembre 1895; il Regno di Baviera ottiene la licenza Mauser il 17 settembre 1901 per il Königlich Bayerische Gewehrfabrik di Amberg. Il 2 maggio 1900, Luitpold di Baviera scelse come fucile d'ordinanza per il Bayerische Armee il Modell 98. La base del modello Mauser fu usata per il Gewehr 88 (non sviluppato da Mauser ma dalla GPK e denominato Kommissionsgewehr). I primi esemplari furono impiegati nella Kaiserliche Marine e nel corpo di spedizione asiatico durante la rivolta dei Boxer.

### Smobilitazione dopo il 1945
Alla fine della Seconda Guerra Mondiale nel 1945, gli stabilimenti Mauser di Oberndorf am Neckar, di Berlino e di Karlsruhe, vennero smantellati dalle forze occupanti. Nel 1954, la Mauser rinaque e riprese la produzione, oltre che di fucili da caccia e tiro sportivo a palla singola, anche per il settore militare di cannoni antiaerei e cannoncini di bordo per aerei. Per il settore civile vennero inoltre prodotti strumenti di misura, calibri speciali e macchine utensili.

Dal prototipo di fucile d'assalto Mauser Gerät 06H fu indirettamente derivato un fucile da battaglia di grande successo, lo Heckler & Koch G3.

### Armi militari dal 2000
La divisione militare non fu più, dalla fine della seconda guerra mondiale, indirizzata verso armi portatili: questo ramo fu proseguito dalla neonata società Heckler & Koch fondata da ex progettisti Mauser. La produzione Mauser militare si occupò solo di armi pesanti, come ad esempio il Mauser BK-27 del velivolo Eurofighter Typhoon o prima ancora del Panavia Tornado.
Nel 1995 la Mauser entrò nel gruppo Rheinmetall e venne rinominata Mauserwerke Oberndorf Waffensysteme GmbH. Nel 1999 la Rheinmetall Gruppe vendette il settore delle armi lunghe per il mercato civile che venne acquisita dal gruppo Lüke & Ortmeier con il nome di Mauser Jagdwaffen GmbH. e con sede a Isny im Allgäu. Nel 2004 la divisione militare divenne Rheinmetall Waffe Munition GmbH della casa madre Rheinmetall.

## Mercato civile
I Mauser furono prontamente adattati come fucili da caccia; in Africa, i fucili da safari erano spesso derivati da fucili Mauser. Questi fucili venivano spesso ricamerati per cartucce più grosse fino al calibro .50 (12,7 mm). Gli adattamenti consistevano spesso nell'accorciamento di parte anteriore della cassa e canna, ricameratura per utilizzare cartucce britanniche comuni, e modifiche minori all'azione. Tra la fine del XIX e l'inizio del XX secolo, le imprese che facevano queste modifiche erano perlopiù di area Commonwealth. Alcune cartucce da caccia grossa ad hoc erano specificamente per animali di grossa taglia in grado di minacciare il cacciatore stesso. Al giorno d'oggi, in tutto il mondo si fabbricano fucili derivati dal Mauser, in calibro più o meno grosso, per il mercato civile, e sono particolarmente apprezzati dai cacciatori.
Nel mercato civile sono arrivati anche Mauser ex-militari, spesso nuovi di zecca, per la felicità di collezionisti ed appassionati di armi in genere. Finita la Seconda guerra mondiale, c'era una quantità di Mauser Karabiner 98k in vendita, ed una parte fu usata in Danimarca dalla Schultz & Larsen come base per armi da tiro al bersaglio. Alcune di queste armi sono ancora in uso nelle gare, benché con il beneficio di canne nuove.
Il grande seguito di cui godono i residuati bellici Mauser indirettamente dimostra la loro affidabilità e la qualità di realizzazione. Inoltre, il costo comparativamente basso delle munizioni ex-militari ha contribuito a perpetuare l'uso di queste armi da parte degli appassionati di tiro, però negli anni più recenti è diventato più difficile procurarle, perché le scorte si vanno esaurendo. Ciò premesso, le munizioni ex-ordinanza "d'epoca" vanno accompagnate da regimi di pulizia specializzati, per evitare che i sali corrosivi (che attirano l'umidità) contenuti nei loro composti di innesco possano determinare l'ossidazione aggressiva e precoce delle parti metalliche. È necessario porre cura nella pulizia diligente e immediata per neutralizzare questi sali dopo aver sparato munizioni corrosive, altrimenti l'arma subirà danni strutturali e meccanici.
Le prime pistole occidentali importate nell'Asia meridionale erano fabbricate dalla Mauser, e tale nome è entrato nel lessico di India e zone contermini, per designare qualunque pistola di grosso calibro.

### Costruttori
- John Rigby & Company sviluppò quattro tipi di cartucce per i suoi Mauser da caccia grossa (.275 Rigby, .350 Rigby, .416 Rigby, e .450 Rigby).
- Česká Zbrojovka produce diverse varianti del Mauser 98, di cui ricordiamo il CZ 550 Safari Magnum, il .375 H&H Magnum, e il .458 Lott.
- SIG Sauer realizza un fucile Mauser M98 camerato in vari calibri medi e grossi e un fucile M98 Safari, camerato in .416 Rigby, .450 Dakota, .458 Lott, e .500 Jeffery.
- Zastava Arms costruisce parecchie varianti di 98 Mauser, di cui le più note sono le serie LK M70 e M85 in vari calibri diffusi che vanno dal .22-250 al .458 Winchester Magnum. Alcune versioni leggermente modificate del LK M70 sono state ampiamente vendute in altri Paesi.
- La fabbrica nazionale svedese di armi Carl Gustav ha ripreso la costruzione dell'M94/96 e dei famosi fucili da tiro al bersaglio CG63 e CG68.
- Husqvarna Vapenfabrik produceva M94-96, la variante M38, M38-96, e molte altre varianti civili; il modello 46 (46A,46B, e 46AN) in cal. 6.5×55mm, 9,3×57mm e 9.3×62mm; il modello 640 (646 – 6.5×55, 648 – 8×57IS, 649 – 9.3×62) senza tacca per il pollice. Usarono l'azione FN per i successivi modelli 640 e serie 140. Il modello intermedio Mauser migliorato 1640 è un incrocio tra M98 e M96. producevano anche le azioni 1900.
- Fabrique Nationale de Herstal faceva una serie M98, di cui la prima produzione era un piccolo anello e più tardi un grande anello di progetto "C" (iniziale) e "H" (successivo). Le azioni FN furono usate da Sako della Finlandia nei suoi fucili Hi-Power, dalla Browning sui primi Medaillons, come negli Husqvarna modello 146 anello piccolo e successivo modello 640, e da Kodak Arms, Connecticut. Molti altri costruttori di armi usavano l'azione FN.

### Costruzione di fucili da caccia
Anche in ambito di armi per caccia grossa in Africa vennero utilizzati fucili per un secolo secondo il sistema Mauser-98er-System allungato e denominato „Magnum“e ottiche per mira, con diversi munizionamento in diversi calibri e adattato a funzionare a climi estremi e resistente alle contaminazioni ambientali. Senza utensili e con solo una impugnatura l'M 98 veniva pulito e rimontato. Molti costruttori modificarono le sicurezze e anche gli attacchi per ottiche di puntamento. Diversi costruttori nei decenni svilupparono varianti al sistema, fino al giorno d'oggi si trovano esemplari pronti all'uso o repliche presso antiquari.
Nel 1966 venne sviluppato il fucile a ripetizione M66 per la caccia. Progettato da Walter Gehmann, commerciante d'armi, sportivo internazionale e più tardi funzionario a Karlsruhe, il modello M66 era composto da due parti: la camera, simile a quella del G98, e una slitta differente. La costruzione telescopica permise di ottenere una lunghezza di 6 cm più corta del M98. Nel 1996 viene commercializzato l'M96. L'arma si mise in concorrenza con il fucile R93 della Blaser. Nel 2003 viene presentato l'M03-System, sul principio del Model 98 ma in chiave moderna. Il sistema M03 permetteva cambiando canna di utilizzare diversi calibri, cambiando solo la testa di chiusura della camera.

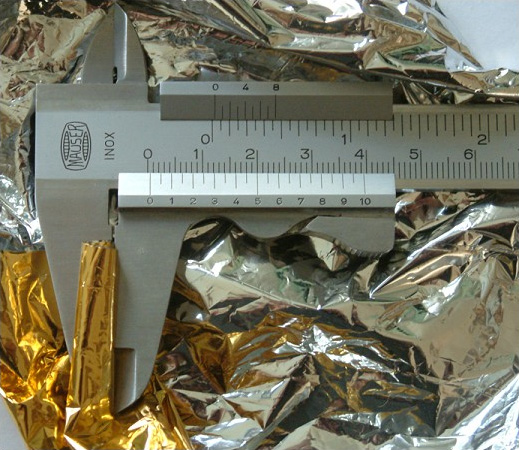
Calibro Mauser

Le armi da caccia furono costruite fino al 1999 nella Mauserwerken a Oberndorf am Neckar. I diritti del marchio Mauser-Jagdwaffen vennero acquisiti nel 2000 dagli imprenditori Michael Lüke e Thomas Ortmeier. Oggi le Mauser-Jagdwaffen vengono fabbricate a Isny im Allgäu. La società Mauser-Jagdwaffen, la Blaser Jagdwaffen e la J. P. Sauer & Sohn oltre alla SIG Sauer fanno parte della L&O Holding, a cui fino al 2006 appartennero anche le società Jagd und Natur di Kettner e la SIG di Hämmerli.

## Prodotti

### Armi da fuoco Mauser pre-1945

#### Fucili

##### Fucile Mauser-Norris Modello 67/69
Tra il 1867 e il 1869 i fratelli Mauser, con Samuel Norris, svilupparono un fucile bolt-action a colpo singolo. Non si conoscono il calibro né il numero di pezzi fabbricati. Ludwig Olson scrisse che un esemplare una volta era stato esposto alla Smithsonian Institution di Washington, D.C.
Il fucile fu brevettato in Austria da Samuel Norris il 24 dicembre 1867. La testa dell'otturatore no ruotava, una caratteristica scelta da Paul Mauser per "proteggere le teste delle cartucce di carta da attrito e potenziale danno al momento della chiusura dell'otturatore, e fornire una sede non rotativa per l'estrattore quando si usavano cartucce metalliche".
Una versione migliorata del fucile usava una molla a spirale avvolta attorno al percussore e una sicura e un appiglio di armamento collegato alla coda del percussore. Il fucile fu esibito al governo prussiano, e dopo alcune modifiche alla sicura, fu accettato per le forze armate come fucile di fanteria modello 71 il 14 febbraio 1872. Sebbene a volte sia considerato un parente stretto del fucile Chassepot, e con il sistema di otturatore girevole mutuato dal Dreyse, le caratteristiche più innovative erano opera di Peter Paul Mauser.

##### Model 1871 e derivati

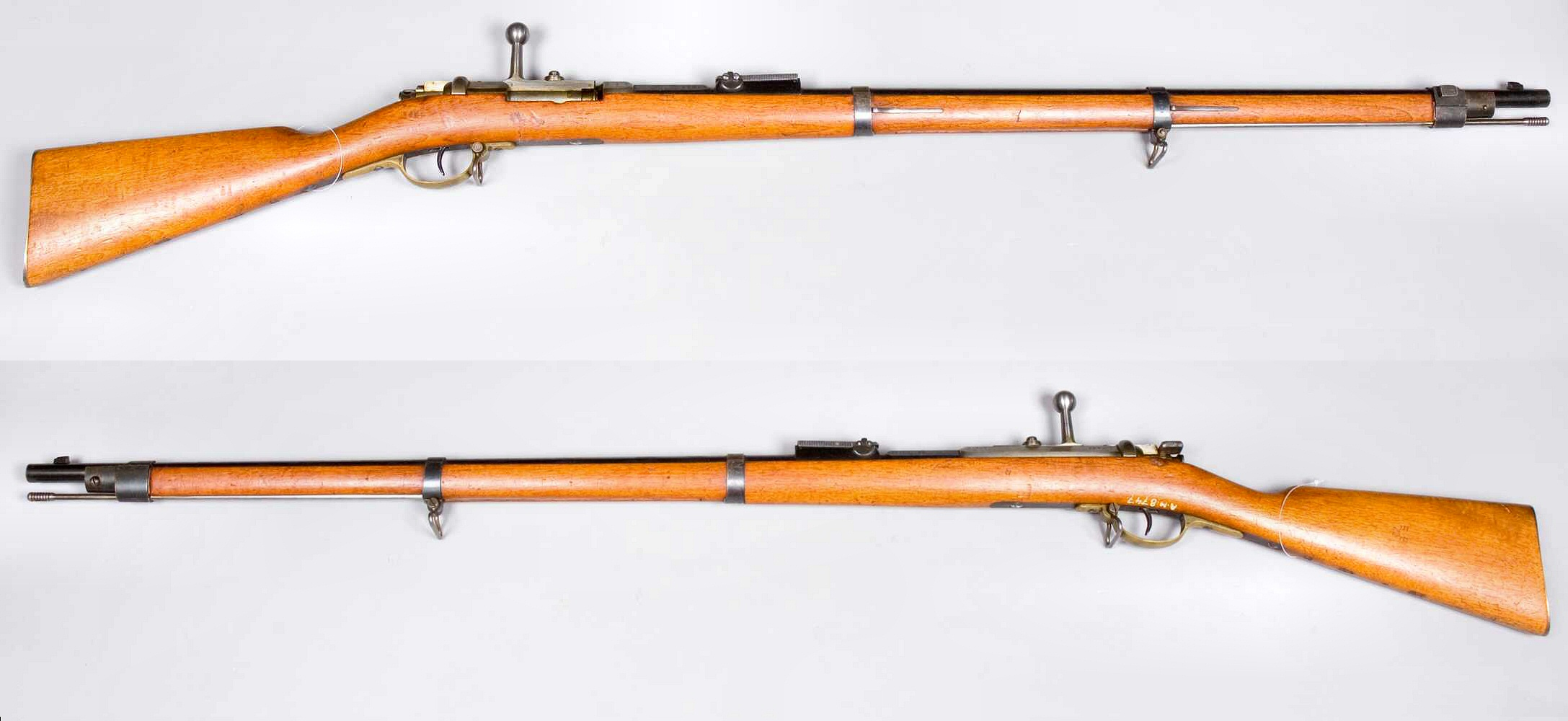
Fucile Mauser Model 1871.

Il Mauser Model 1871 fu il primo fucile dei fratelli Mauser. Fu adottato dall'Impero tedesco (fatta eccezione per il Regno di Baviera) come Gewehr 71 o Infanterie-Gewehr 71 (sui fucili era incisa la scritta I.G.Mod.71). Alla fabbrica di Oberndorf iniziò la produzione della versione da fanteria, che sparava una cartuccia a polvere nera calibro 11 x 60 mm Mauser da una canna lunga 850 mm. Ne furono derivate versioni più corte: la carabina Jäger con canna da 700 mm e quella per cavalleria da 500 mm.
Ad altri Paesi furono largamente vendute versioni lievemente modificate, che sparavano proiettili oggi considerabili molto grossi, tipicamente tra i 9,5 e gli 11,5 mm. Pallottole tanto grandi erano imposte dai limiti della polvere nera, che non generava velocità di propulsione soddisfacenti. La Serbia progettò una versione migliorata del modello 1871 in calibro 10,15 mm, costruita in Germania e denominata Mauser-Koka. Nel 1884 la Mauser aggiunse un serbatoio tubolare da 8 colpi (modello 71/84). Il modello turco 1887 fu il primo di una serie di fucili prodotti per l'esercito turco. Il suo progetto ricalcava quello del fucile d'ordinanza tedesco Gewehr 71/84: un'arma bolt-action con un serbatoio tubolare sotto la canna. L'ordinativo turco specificava che se qualche altra nazione avesse ordinato fucili Mauser con tecnologia più avanzata, quella modifica si sarebbe applicata anche agli esemplari di modello 1887 mancanti per completare l'ordine. Questa clausola fu utilizzata dopo che il Belgio ebbe adottato il fucile 1889.

##### Modelli 1889/90/91 e modello sperimentale 92

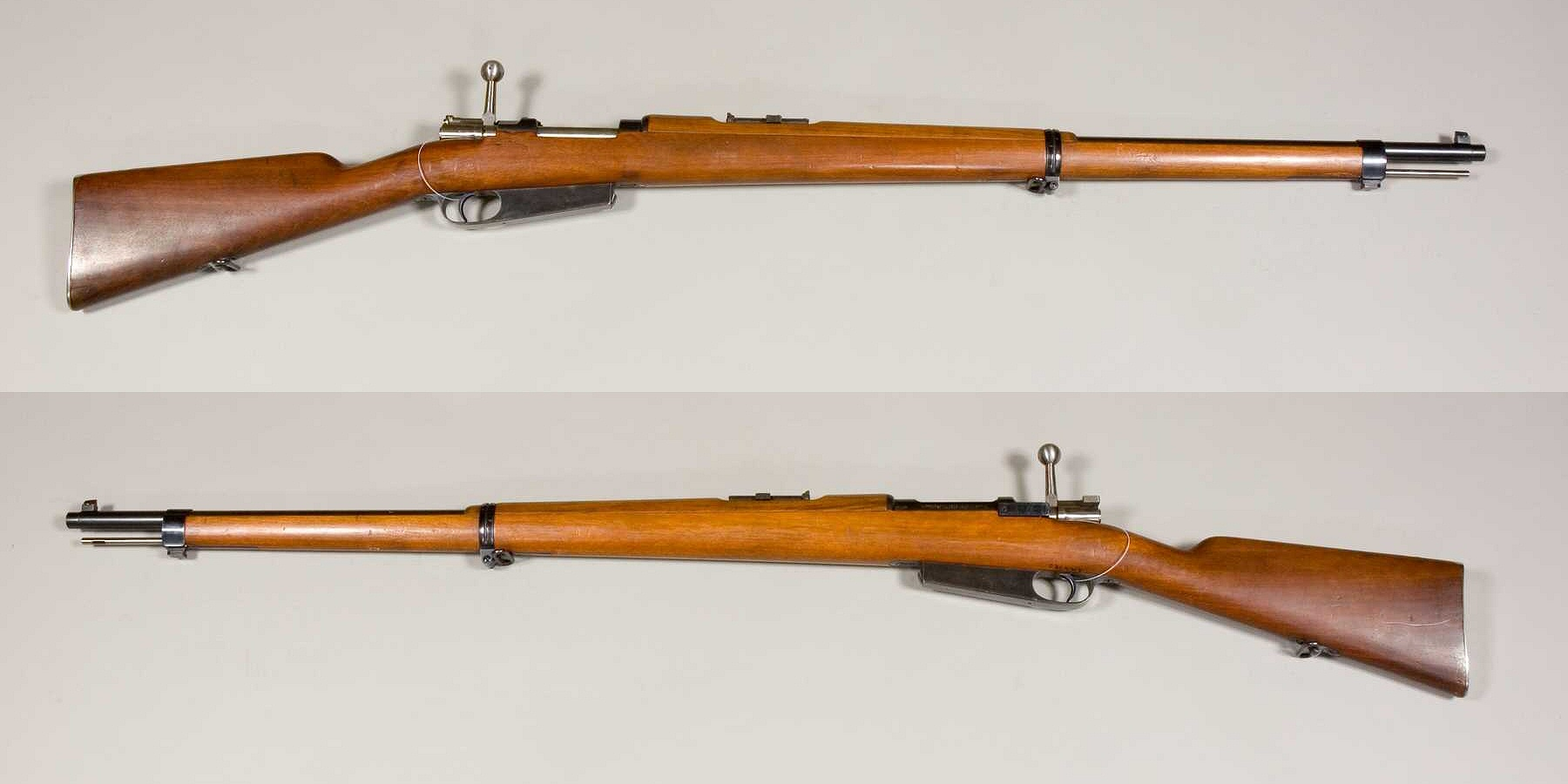
Mauser modello sperimentale 92 in calibro 8 x 58 R. Questo fucile partecipò al concorso per fucili che portò al Mauser svedese.

Dopo che i fratelli Mauser finirono di lavorare sul modello 71/84 nel 1880, la squadra di progetto iniziò a creare un fucile a ripetizione di piccolo calibro che usasse la polvere infume. Per i contraccolpi della morte di Wilhelm Mauser, non riuscirono ad avere il progetto pronto per il 1882, e si costituì la Commissione tedesca per la prova dei fucili (Gewehr-Prüfungskommission). La commissione preferì creare un proprio progetto. Paul Mauser creò due versioni dello stesso fucile, una con una cassa rinforzata con un copricanna e uno con una configurazione tradizionale che ricalcava quella della serie 71 nella speranza di poter capovolgere la decisione della commissione, o almeno far acquistare il suo progetto al Regno di Baviera, che adottava armi in autonomia. I due fucili furono chiamati Mauser 89 belga (con copricanna) e Mauser 91 argentino (con configurazione 71), identici come funzionalità e sistema di caricamento. Le principali caratteristiche erano il ricorso a stripper clip per caricare il serbatoio (una rivoluzione, per la cadenza pratica di tiro) e la cartuccia non flangiata 7,65 × 53 mm Mauser, progredita per l'epoca.

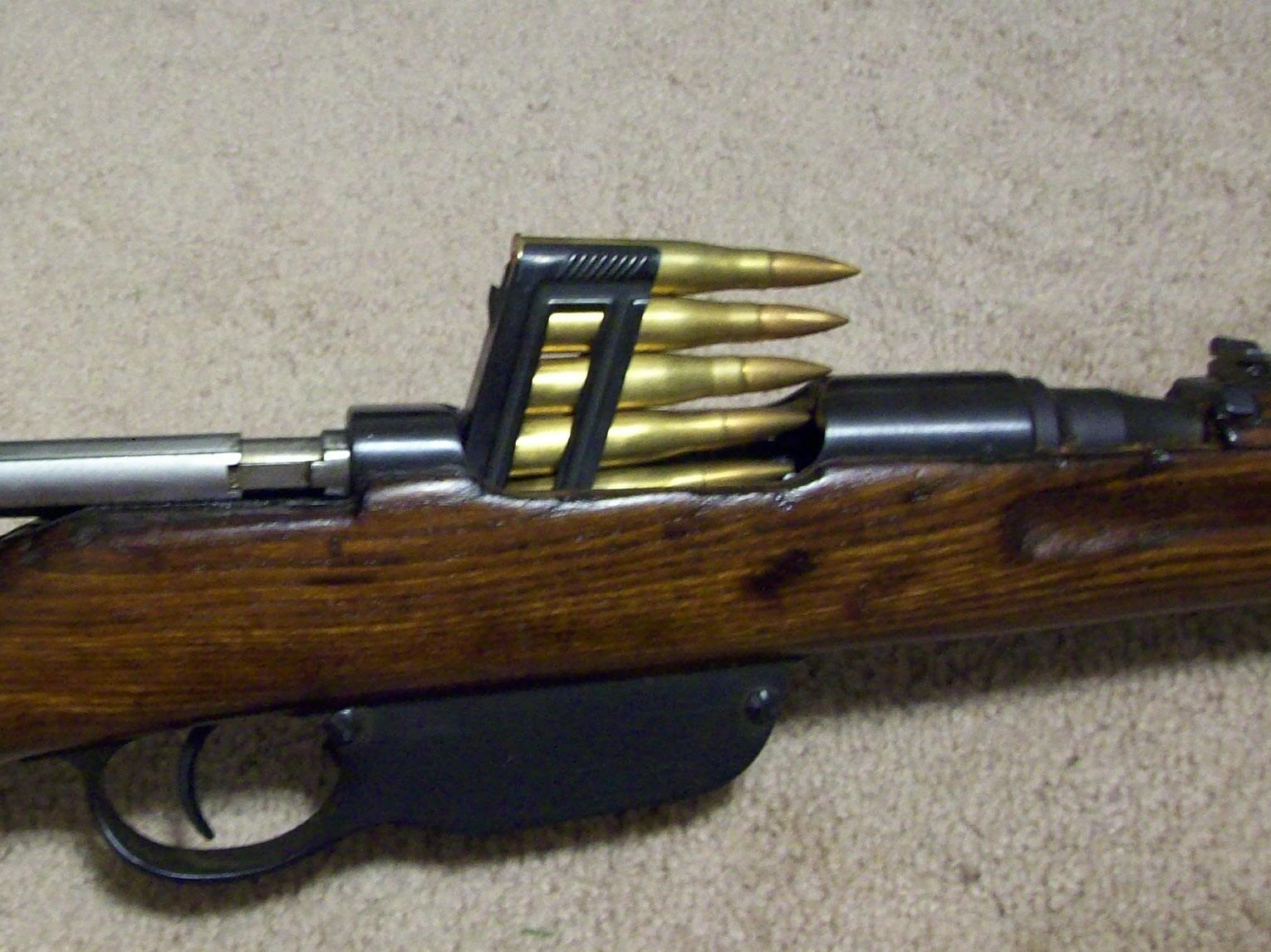
Inserimento di un en bloc clip calibro 8 × 56 mm R in una carabina Steyr M95.

Il sistema diede ottima prova di sé al concorso bavarese per armi del 1884. Entrambe le armi si mostrarono valide, ma chi doveva decidere non si convinse che l'alimentazione con lo stripper clip fosse superiore al sistema en bloc adottato dal Mannlicher (identico a quello utilizzato dall'italiano Mod. 91 e dallo statunitense M1 Garand, per fare due esempi famosi). Di conseguenza, la Mauser iniziò a produrre in tiratura limitata il progetto nel tentativo di attrarre nazioni straniere, ma non riuscì a persuadere nessuna delle maggiori potenze europee.
L'addetto militare belga, però, spinse il suo governo a interpellare la Mauser, sperando che il suo progetto potesse creare l'opportunità per un'industria di armi nazionale. Il Mauser con la canna pesante e il copricanna determinò la fondazione del costruttore di armi FN Herstal. La FN non riusciva a tenere il passo degli ordinativi, così subappaltava la produzione alla Birmingham Small Arms Company in Inghilterra.
I colloqui belgi con la Mauser spinsero l'Impero ottomano a considerare il progetto. Alla fine ordinarono la loro variante semplificata del Mauser argentino nota come 90 turco. Nel frattempo, la Commissione armi leggere dell'Argentina contattò la Mauser nel 1886 per sostituire i relativi modelli 71; poiché si voleva contenere il più possibile il ri-addestramento delle forze armate argentine, venne scelto il Mauser 71. Come gli altri Mauser dei primi tempi, la maggior parte di queste armi erano costruite dall'impresa di Ludwig Loewe, che nel 1896 unendosi ad altri costruttori diede vita alla Deutsche Waffen und Munitionsfabriken.
Tutte le varianti usavano la stessa cartuccia 7,65 mm ad ogiva smussata. Molte parti erano intercambiabili, ma non alle baionette dell'89 e del 90/91; il copricanna avrebbe reso troppo largo l'anello della baionetta. Il Mauser 89 rifiutato dalla Germania nel 1884 fu invece adottato dalle unità di seconda schiera di Norvegia, Danimarca, Paesi Bassi e Belgio.
Nel modello 92 fu introdotta un'unghia estrattrice non rotante. Alcune varianti di questo modello parteciparono ai concorsi per fucile tenutisi quell'anno nello U.S. Army; alla fine però fu scelto il fucile norvegese Krag-Jørgensen (quest'ultimo peraltro dimostrò la sua inferiorità sul campo in un confronto diretto proprio con il Mauser: nella Guerra ispano-americana).

##### M93 spagnolo
Il Mauser modello 93 è un fucile bolt-action comunemente chiamato "Mauser spagnolo", benché il modello fosse stato adottato da altri Paesi in altri calibri, soprattutto dall'Impero ottomano. L'M93 introdusse come soluzione ordinaria un corto caricatore a colonna sfalsata, che contiene cinque proiettili calibro 7 × 57 mm Mauser senza fumo a filo con la parte inferiore del fucile, che possono essere ricaricati rapidamente spingendo una "striscia di proiettili" (clip) dalla parte superiore dell'otturatore aperto. Aveva ancora solo due alette di chiusura.

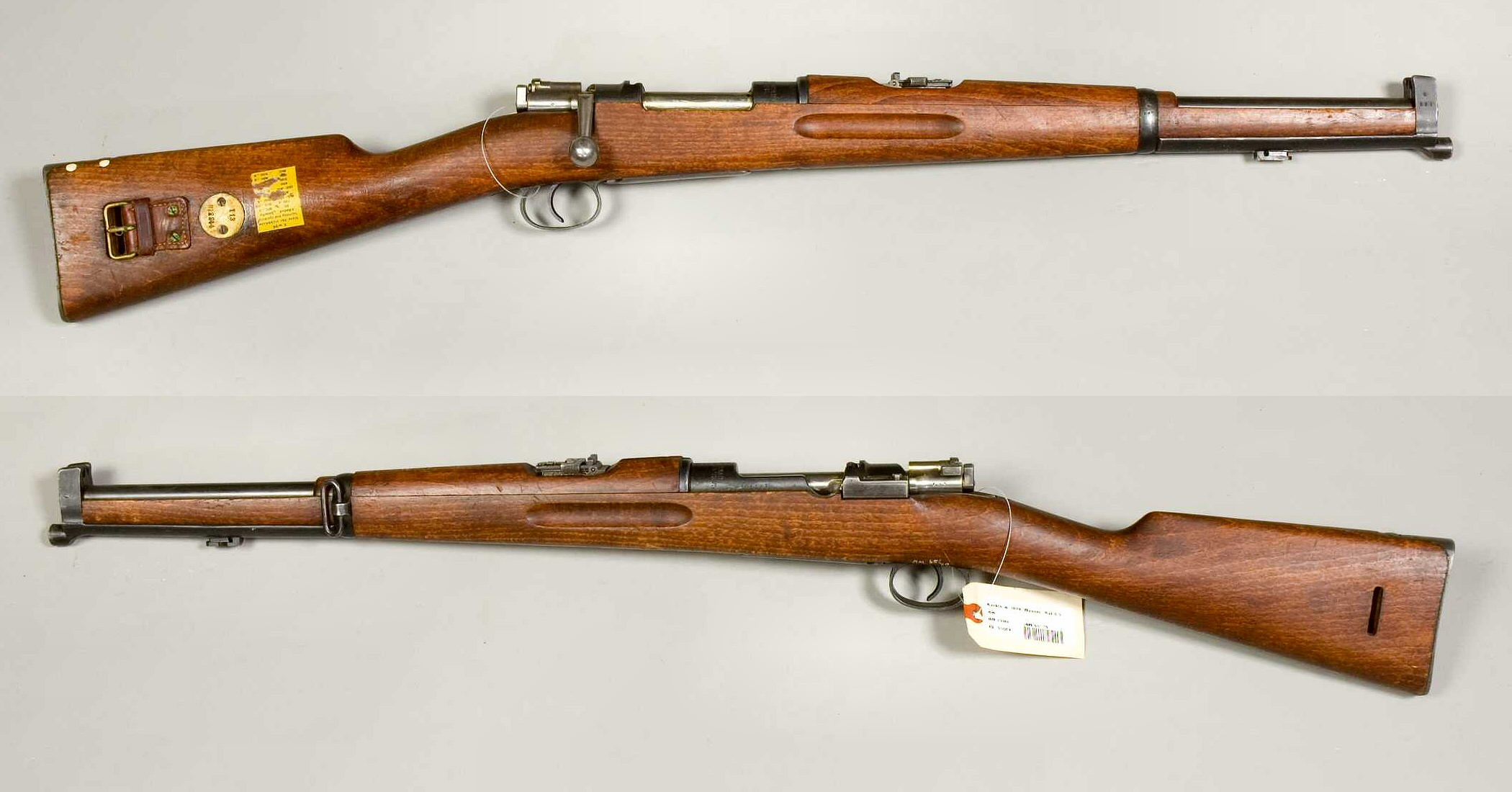
Carabine svedesi modello 1894

##### Fucile svedese M1894
L'esercito svedese fu dotato del modello 94. L'analogo modello 95 fu venduto a Messico, Cile, Uruguay, Cina, Persia e gli stati sudafricani del Transvaal e Orange (boeri). Una caratteristica di sicurezza offerta dal modello 1895 era una spalla bassa al retro del castello, subito dietro la base dell'appiglio di manovra (dell'otturatore), che potesse trattenere l'otturatore nell'improbabile caso che le alette anteriori di blocco si spezzassero per un eccesso di pressione. I Mauser sudafricani furono molto efficaci contro i britannici nella Seconda guerra anglo-boera; erano letali a grande distanza, e ciò costrinse i britannici a progettare per conto proprio un fucile e una cartuccia ad alta velocità ispirati al Mauser stesso. Questi rari fucili e carabine Mauser — specie il modello 1895 — possono essere facilmente identificati dalle lettere "OVS" (Oranje-Vrijstaat [in olandese: "Stato libero Orange"]) o segnate sull'anello del castello dell'arma e la cassa direttamente più in basso, o altrimenti inciso sul lato destro del calcio. Il britannico Pattern 1914 Enfield
con un'aletta stile-Mauser avrebbe potuto sostituire il Lee-Enfield, ma le esigenze della Prima guerra mondiale lo impedirono. Il Lee-Enfield continuò a svolgere il suo servizio finché — terminata la Seconda guerra mondiale — non lasciò il posto al semiautomatico L1A1. I tedeschi avevano affrontato il fucile USA M1917 Enfield nella Prima guerra mondiale, che era un fucile Pattern 14 adattato a sparare la cartuccia USA .30-06 del fucile americano M1903.

##### Mauser cileno modello 1895
Il Mauser modello 1895 adottato come Fusil Mauser Chileno Mo 1895 adottato dall'Ejército de Chile, è un fucile bolt-action con caricatore che usa la cartuccia 7 × 57 mm Mauser. È la prima importante modifica al Mauser modello 1893 ed era prodotto dalla Deutsche Waffen und Munitionsfabriken, nota come DWM, e dalla Ludwig Loewe durante il periodo 1895–1900.

##### Modello 1896

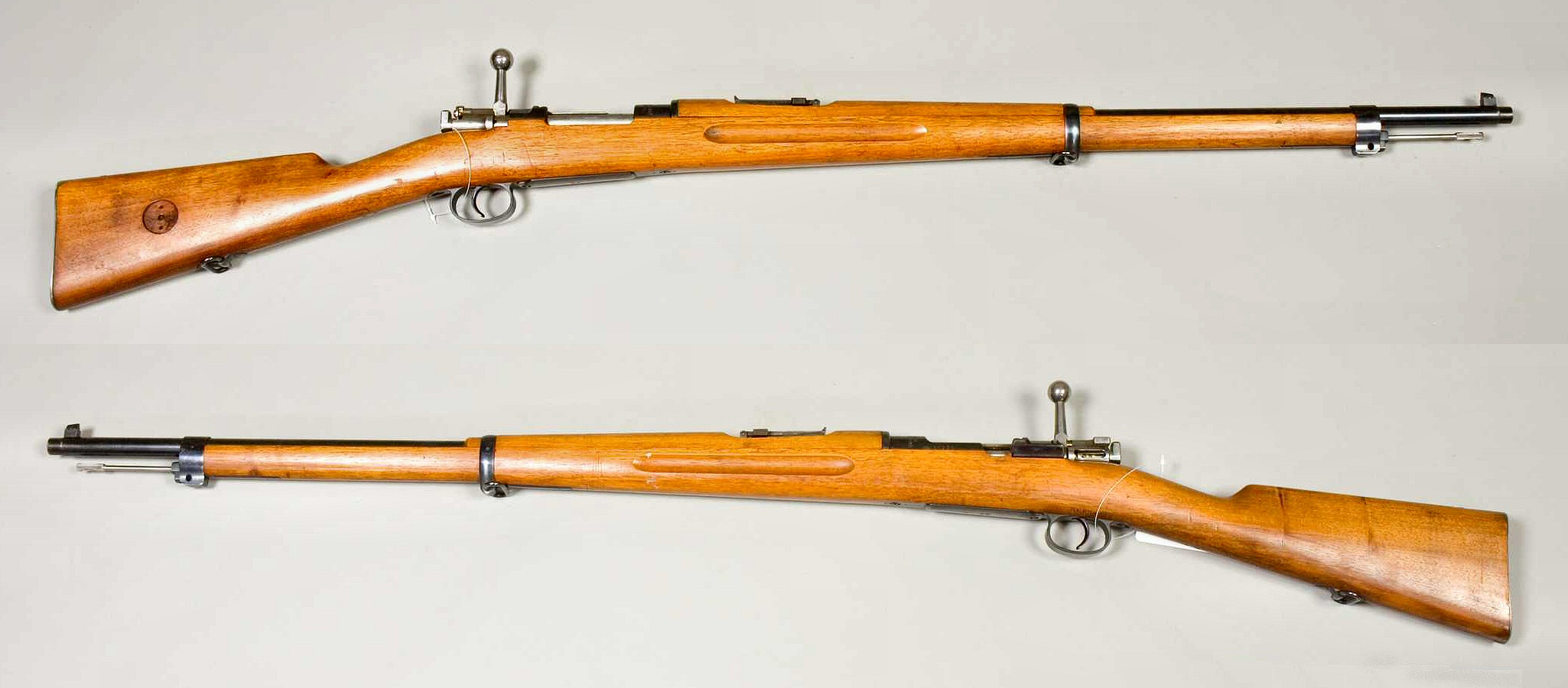
Fucile svedese modello 1896.

Il 3 novembre 1893 il regno di Svezia-Norvegia adottò la cartuccia 6,5 × 55 mm. Di conseguenza gli svedesi camerarono le loro nuove armi d'ordinanza, la carabina m/94 e il fucile m/96, in tale calibro. L'azione del fucile venne costruita relativamente immutata dal 1896 al 1944, e i modelli carabina m/94, fucile m/96, fucile corto m/38, e precisione m/41 sono noti ai collezionisti come "Mauser svedesi". Sono ancora ricercati dagli appassionati di fucili ex-ordinanza e dai cacciatori. La produzione iniziale delle armi era in Germania presso Waffenfabrik Mauser, e una parte residuale veniva fabbricata su licenza dalla fabbrica di Stato svedese Bofors Carl Gustav. Il fucile corto m/38 veniva prodotto dalla Husqvarna Vapenfabrik; altri m/38 derivavano da fucili modello 96 modificati.

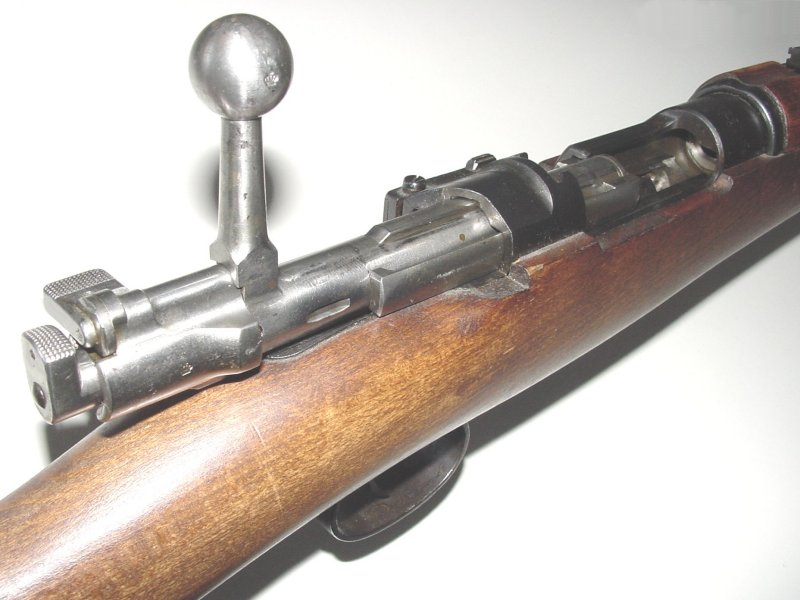
Fucile da fanteria svedese 1896

"Acciaio svedese" è un'espressione per indicare l'acciaio usato dalla Mauser tedesca, e poi dagli impianti costruttivi svedesi, per fare i fucili m/96. Il minerale di ferro svedese contiene le percentuali corrette di oligoelementi per produrre una buona lega di acciaio. Pertanto, pur non avendo la struttura industriale necessaria per produrre in massa acciaio e ferro, l'industria metallurgica svedese sviluppò un mercato di nicchia per speciali leghe di acciaio ad alta resistenza contenente nichel, rame e vanadio. Gli acciai svedesi si federo notare per la loro robustezza e per la resistenza alla corrosione ed erano particolarmente adatti per l'uso nella fabbricazione di utensili, lame e armi da fuoco. Quando la Mauser ottenne l'appalto per realizzare la produzione iniziale di Mauser svedesi in Germania a causa dei ritardi nelle consegne, la Svezia impose che nel processo costruttivo si adoperasse acciaio svedese. L'ufficio armamenti svedese continuò a richiedere la stessa lega di acciaio nei Mauser fabbricati in Svezia fino a che furono completate le azioni (di scatto) dell'm/38 nel 1944.

##### Modello 1898

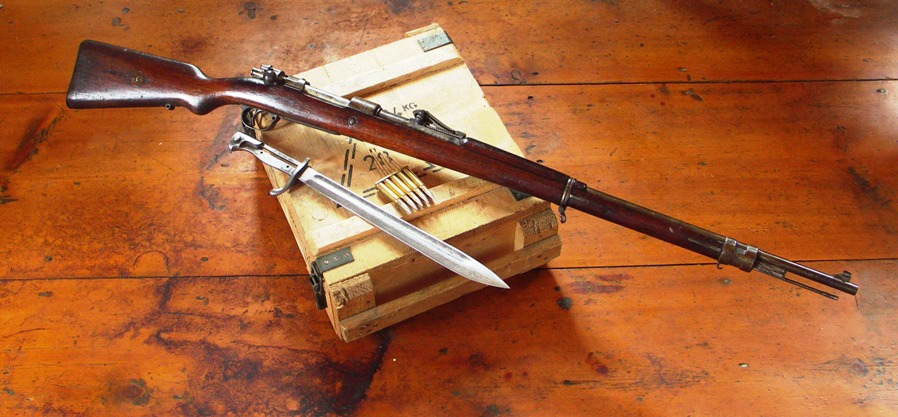
Mauser modello 98

Nel 1898 l'esercito tedesco comprò un progetto Mauser, il modello 98, che conteneva migliorie introdotte con modelli precedenti. L'arma in origine era camerata per la Patrone 88 e fu adottata ufficialmente come Gew. 98 il 5 aprile di quell'anno. Questo rimane di gran lunga il maggior successo commerciale della Mauser, del resto favorito dallo scoppio di due guerre mondiali che ovviamente richiedevano enormi tirature di fucili.
Tra i mutamenti di rilievo rispetto ai modelli Mauser precedenti, sono una migliore ventilazione dei gas esausti dalla cassa, migliori tecniche siderurgiche, e — per garantire ulteriore forza e sicurezza — un anello del castello più grande (35,8 mm) rispetto al bolt-action da "anello piccolo" delle precedenti versioni: anello del castello da 33 mm. La Mauser aggiunse una terza aletta "di sicurezza" sul corpo dell'otturatore per proteggere il tiratore nel caso che una o più delle alette anteriori di blocco fossero andate in avaria.
Nel 1903 fu introdotta la cartuccia migliorata 7,92 × 57 mm Mauser S Patrone "spitzer" (con l'ogiva appuntita). La Mauser era estranea allo sviluppo di questa cartuccia. La S Patrone garantiva i miglioramenti in termini di precisione e di durata della canna che le forze armate tedesche stavano cercando e fu in reazione all'adozione da parte della Francia di una cartuccia appuntita a coda rastremata, che offriva migliori prestazioni di balistica esterna. Il diametro della cartuccia fu aumentato da 8,08 mm a 8,2 mm. I proiettili "spitzer" presentano un minore coefficiente di resistenza aerodinamica (Cd) pertanto perdono velocità più lentamente e riducono la deriva provocata dal vento laterale, sostanzialmente migliorando la gittata utile della cartuccia.
La maggior parte dei vecchi modelli 98 e molti modelli 88 furono modificati prima della Grande Guerra perché utilizzassero la nuova cartuccia, che le forze armate tedesche chiamavano "7,9 mm" o "S Patrone". I modelli 88 modificati si possono riconoscere per una "S" sul castello. Per la possibilità che la pressione risultasse eccessiva in una canna sottodimensionata, non era sicuro usare il proiettile "spitzer" su armi non modificate, specie sui fucili modello 88.
Paul Mauser morì il 29 maggio 1914, quando la Prima guerra mondiale non era ancora iniziata (sarebbe scoppiata in agosto di quell'anno). La guerra fece impennare la domanda dei fucili della società. Si vendettero le carabine 98, e pure una versione sperimentale che aveva un serbatoio da venti colpi (e non da cinque come quello normale). Però il serbatoio maggiorato non ebbe molta fortuna.
Nella Prima guerra mondiale furono introdotte ed usate alcune versioni carabina note come Karabiner 98. Alcune di esse erano perfino più corte della successiva K.98k. Al principio tali carabine erano distribuite solo alle truppe di cavalleria, ma nel corso della guerra andarono ad equipaggiare anche le unità speciali d'assalto.

##### Derivati del G98
Molti fucili militari derivano dal progetto M98. Alcuni erano di fabbricazione tedesca presso appaltatori diversi dalla Mauser:
- M1902 e M1936 messicano in 7 x 57 mm Mauser
- M1903 turco in 7,65 x 53 mm Mauser
- M1903 Springfield .30-06 Springfield, Stati Uniti
- M1907 cinese in 6,8 x 57 mm
- M1904 portoghese in 6,5 x 58 mm Vergueiro, 7 x 57 mm Mauser e 7,92 x 57 mm Mauser
- M1907 e M1908 brasiliano in 7 x 57 mm Mauser
- M1908 uruguaiano in 7 x 57 mm prodotto da Deutsche Waffen und Munitionsfabriken
- M1910 serbo in 7 x 57 mm Mauser
- M1909 argentino in 7,65 × 53 mm Mauser
- Mauser modello 1912 Steyr per Messico, Cile e Colombia, in 7 x 57 mm Mauser
- Type Zhongzheng in 7,92 x 57 mm
- Mauser modello 1935 belga
- M1943 spagnolo corto (da non confondersi con l'M93 Mauser spagnolo) in 7,92 x 57 mm costruito negli arsenali spagnoli. Sulla sommità del castello hanno impresso "La Coruna" o l'aquila dell'aeronautica spagnola. Praticamente identico al K98k.
- vz. 98/22 spesso fatto con parti del G98, ricostruite nella fabbrica BRNO in Cecoslovacchia.

Il Mauser Tankgewehr M1918 è stato il primo fucile anticarro — il primo fucile progettato al solo scopo di distruggere bersagli corazzati. Il fucile, essenzialmente un G98 ingrandito, sparava cartucce semiflangiate 13 x 92 mm TuF (Tank und Flieger, "carri armati e aeroplani"). Nel maggio 1918 la società Mauser iniziò a produrre in grande scala il Mauser 13 mm Tank Abwehr Gewehr Mod. 18 a Oberndorf am Neckar.
Dopo il collasso dell'Impero Germanico in seguito alla Prima guerra mondiale, molti Paesi che usavano modelli Mauser scelsero di sviluppare, assemblare o modificare i propri progetti di fucile con azione tipo G-98. Tra i più diffusi erano i cecoslovacchi M1922 CZ 98 e M1924 CZ e i belgi Fabrique Nationale M1924 e M1930.
I belgi e i cechi produssero ed esportarono ampiamente i loro "Mauser" in vari calibri tra gli anni 1920 e gli anni 1930, prima che i loro stabilimenti fossero assorbiti dalla Germania nazista e adibiti alla fabbricazione di ricambi o fucili interi per l'esercito tedesco. A rigore, non si può parlare di fucili "Mauser", dato che non erano progettati o prodotti dalla società tedesca.
Per approfittare dell'uso diffuso e apprezzato come cartuccia militare della cartuccia tedesca a colpo singolo 8,15 x 46 mm, fu progettato un Gewehr 98 modificato chiamato "Wehrmannsgewehr". Le armi chiamate così erano principalmente a colpo singolo; alcune avevano un pezzo di legno nello spazio riservato al serbatoio. Divennero i fucili della squadra tedesca per le Olimpiadi del 1936.

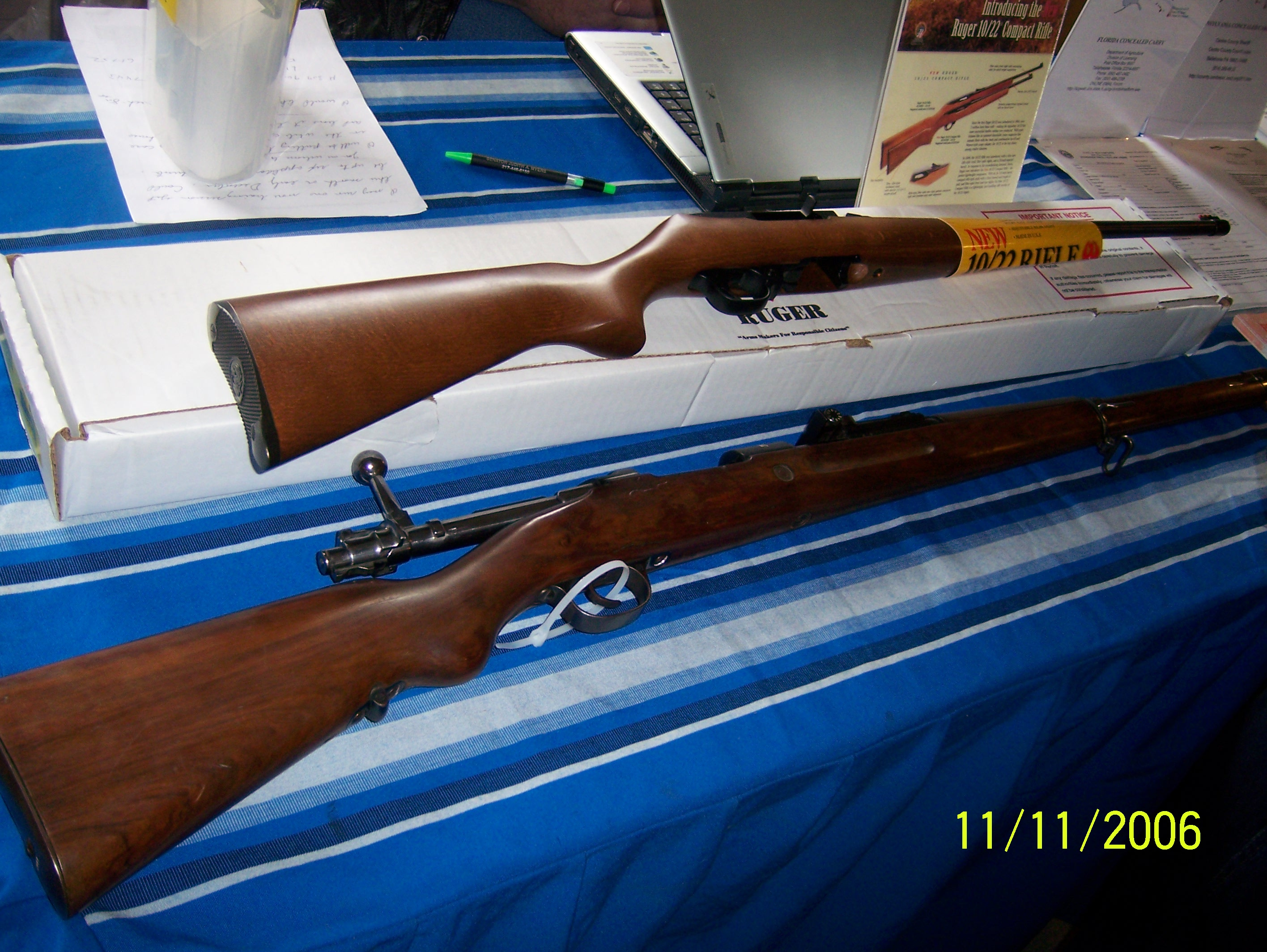
Un Mauser Wehrmannsgewehr 8,15 x 46 R
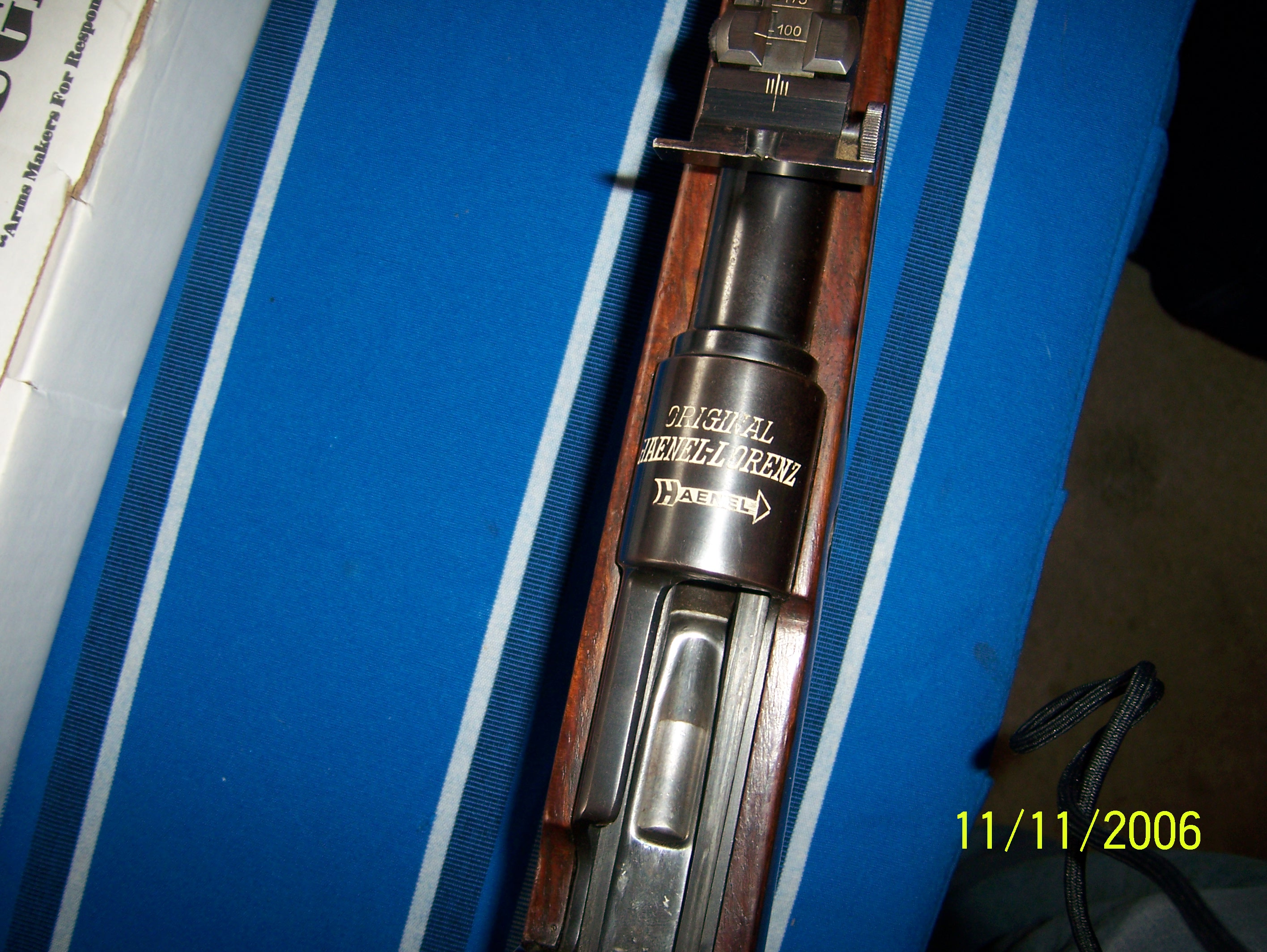
La sommità del castello di un  Wehrmannsgewehr 8,15 x 46 R

Mentre le restrizioni sulla produzione venivano sempre più ignorate dai tedeschi negli anni 1930, fu sviluppato un nuovo Mauser, il Mauser Standardmodell, partendo dal Carabine 98b (della lunghezza al tempo ordinaria per un fucile). Ufficialmente era concepito per l'esportazione e per il mercato civile. Sebbene molti esemplari di questo modello fossero veramente esportati, era in realtà principalmente inteso a servizio delle risorte forze armate tedesche. Si evolse presto nel Karabiner 98 Kurz, adottato dalla Germania nazista come fucile ordinario per la fanteria nel 1935 e impiegato operativamente sino alla fine della Seconda guerra mondiale.

##### Tipo A, modello B, modello K, modello-esercito C, modello Africa
Nel primo decennio del XX secolo fu sviluppata una serie di riuscitissimi fucili caccia. Il fucile speciale tipo A era il migliore fucile per uso sportivo nei primi anni del XX secolo. Il modello B (B stava per Büchse) e il modello K erano fucili sportivi offerti in molte configurazioni. Il modello C, fatto dal 1903 al 1930, era un fucile economici creato per adattarsi a numerose cartucce da caccia. Il Mauser modello Africa, introdotto intorno al 1904 o 1905, era usato principalmente dai coloni in Africa.

##### Modello M e modello S
Il modello M fu introdotto nel 1914. Veniva offerto anche un modello S (stava per stutzen ossia corto).

##### Mauser M1916

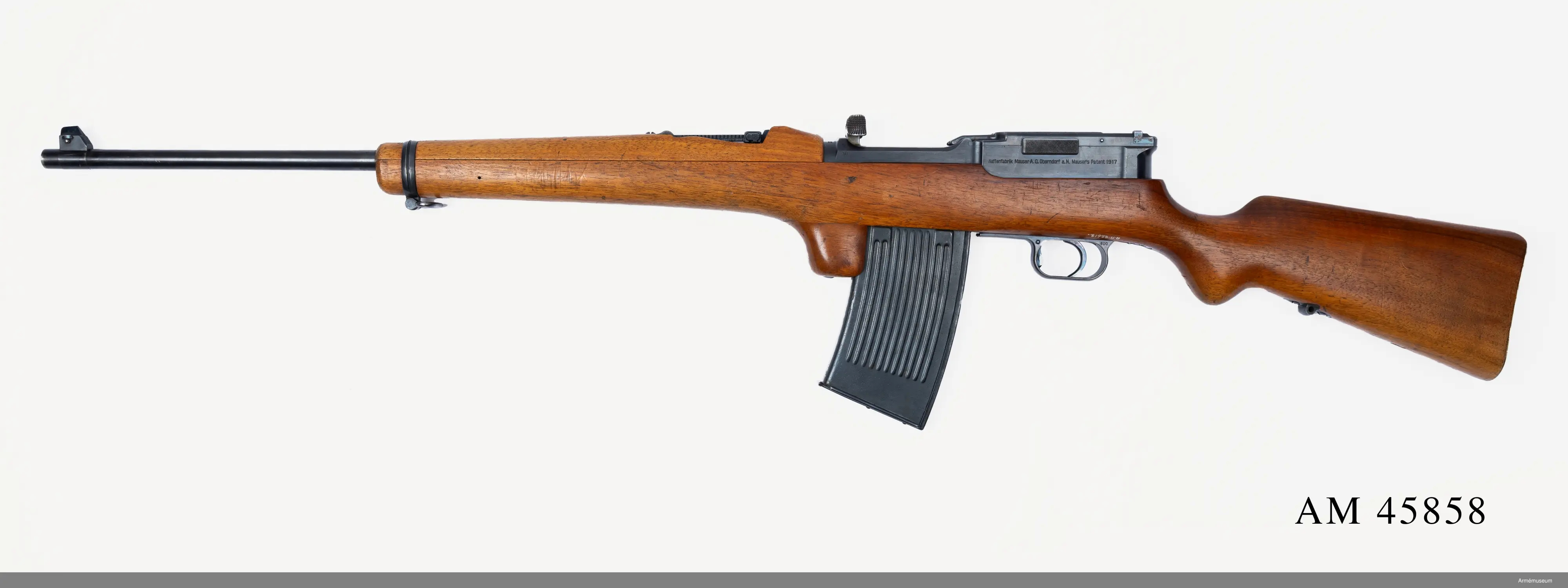
Mauser M1916

Il Mauser M1916, o Mauser selbstladekarabiner (carabina semiautomatica), era un fucile semiautomatico con meccanismo a massa battente ritardata e alimentato da un caricatore staccabile da 25 cartucce. Il processo di sviluppo di un fucile semiautomatico costò un occhio a Paul Mauser poiché un prototipo incorse in una detonazione impropria. Il meccanismo era piuttosto delicato, dato che funzionava affabilmente solo quando era completamente pulito, il che lo rendeva inadatto per l'uso di fanteria. Ma l'aviazione imperiale adottò il fucile per i suoi equipaggi di volo nel 1915, e ancora più ampiamente nel 1916. Il combattimento aereo consentiva l'ambiente pulito necessario al fucile, la cui attitudine semiautomatica era un progresso rispetto ai fucili bolt-action.
Ma il fucile aveva un altro difetto: era troppo costoso da fabbricare. L'aviazione ripiegò sul fucile Mondragón svizzero, collaudato dall'esercito; benché meno preciso del progetto Mauser, costava circa un terzo. L'adozione generalizzata delle mitragliatrici rese poi obsoleti per l'uso aeronautico i fucili semiautomatici.

##### Fucile da poligono Mauser 1925 Special
Il fucile da poligono Mauser 1925 Special era un prodotto commerciale introdotto nel 1925 e venduto negli Stati Uniti. Era concepito per il tiro in poligono di alta precisione. La società produceva nello stesso periodo anche un fucile da allenamento calibro .22.

##### Mauser Karabiner 98k

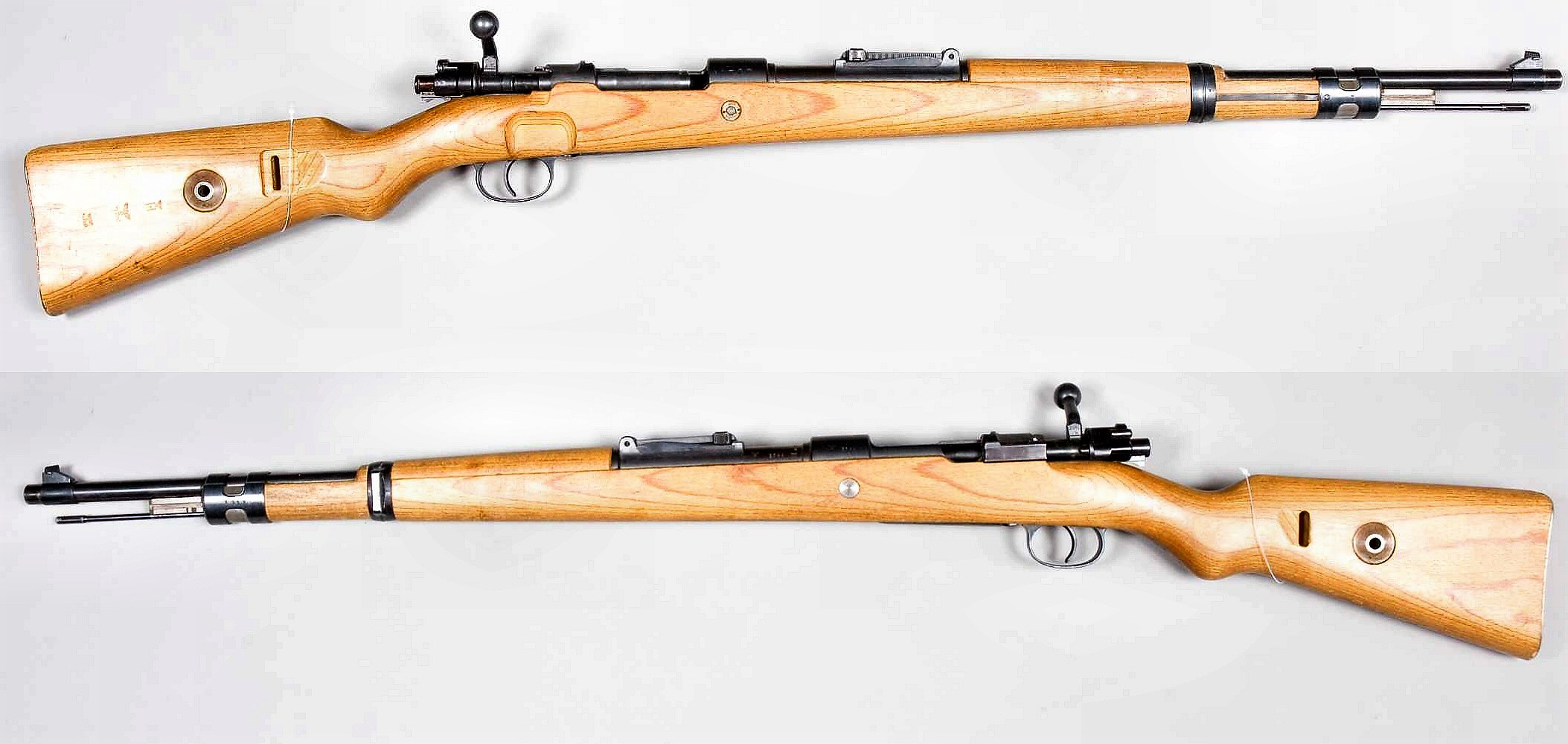
Karabiner 98k in perfette condizioni, fabbricato nel 1940. Dalla raccolta dell'Armémuseum svedese.

Il Karabiner 98 k (spesso abbreviato in "K98k" o "Kar98k"), adottato a metà anno 1930, divenne il più comune fucile d'ordinanza di fanteria nell'esercito tedesco durante la Seconda guerra mondiale. Il progetto si sviluppava dal Karabiner 98b, una delle carabine derivate dal modello 1898. Il K98k fu il primo adottato nel 1935 dalla Wehrmacht come fucile ordinario, e molte versioni più vecchie furono accorciate e convertite al suo standard.

##### Fucile da cadetti Mauser KKW
Il fucile da cadetti Mauser KKW è un fucile monocolpo, calibro. 22, che fu introdotto nel 1938. È praticamente identico al Karabiner 98k. Questi fucili da cadetti venivano usati da tutte le organizzazioni tedesche militari, paramilitari e di polizia, soprattutto la Gioventù hitleriana.

##### Gewehr 41

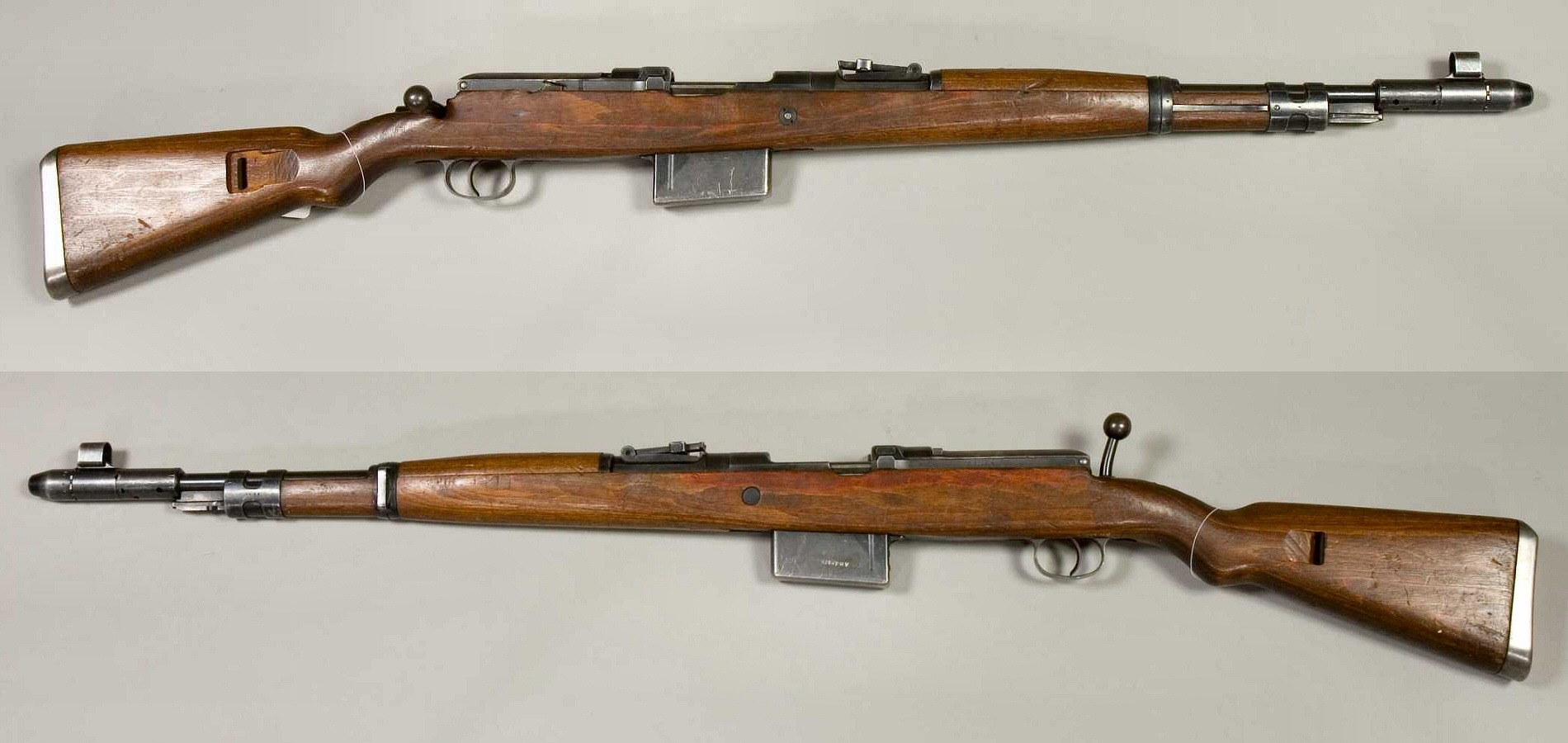
Fucile semiautomatico Gewehr 41 (versione Mauser).

I fucili Gewehr 41, comunemente noti come "G41(W)" o "G41(M)", erano fucili semiautomatici usati dalla Germania nazista durante la Seconda guerra mondiale. Nel 1940 la Wehrmacht propose delle specifiche per una nuova arma a vari costruttori, e Mauser e Walther proposero prototipi assai simili. Entrambi i modelli di Gewehr 41 usavano un meccanismo conosciuto come sistema "Bang" (dal nome del progettista dell'M1922 Bang). In questo sistema, i gas espulsi dal proiettile venivano catturati vicino alla volata in un cono a forma di anello, che a sua volta spingeva una lunga asta a pistone che apriva la volata e ricaricava l'arma. Entrambi i modelli comprendevano anche serbatoi incorporati da 10 colpi che venivano caricati usando due stripper clip per il Karabiner 98k, utilizzando cartucce 7,92 x 57 mm Mauser. Questa soluzione rendeva la ricarica relativamente lenta. Il progetto Mauser, G41(M), fu un insuccesso poiché, come il concorrente G41(W), era afflitto da problemi di corrosione nel sistema di recupero gas. Furono prodotti solo 6 673 fucili G41(M) prima che ne cessasse la produzione, e 1 673 di questi furono restituiti perché inservibili.

#### Pistole
La Mauser ha fabbricato anche alcuni modelli di pistole sia a tamburo (come la Mauser Zig-Zag) che semiautomatiche o automatiche, tra cui la C96 con caricatore a 10 colpi (nota soprattutto come broomhandle, "a manico di scopa", per la forma del calcio) e dal tipico caricatore posto davanti al grilletto.

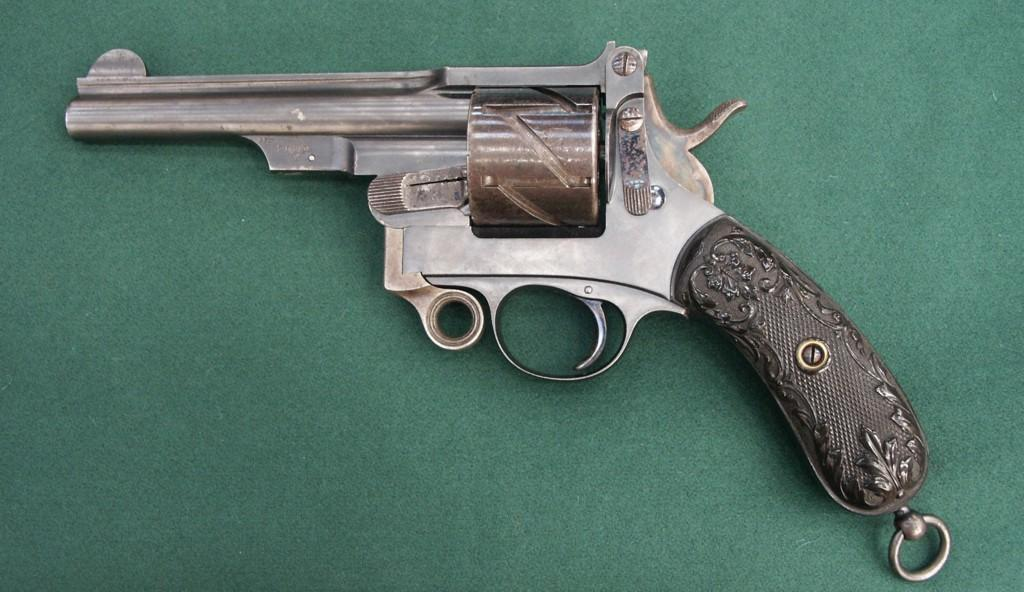
Mauser C78 "zig-zag"

##### Revolver Mauser C78 "zig-zag"
La Mauser C78 “zig zag” (così chiamata per la forma delle scanalature praticate sul tamburo) era una rivoltella costruita dalla Mauser verso la fine del XIX secolo. Fu il primo progetto di pistola di Paul Mauser. Aveva la particolarità che l’intero blocco canna-tamburo poteva ruotare all’indietro sopra il percussore, permettendo rapide operazioni di ricarica, se confrontata con soluzioni di revolver più datate.

##### Pistola C1896

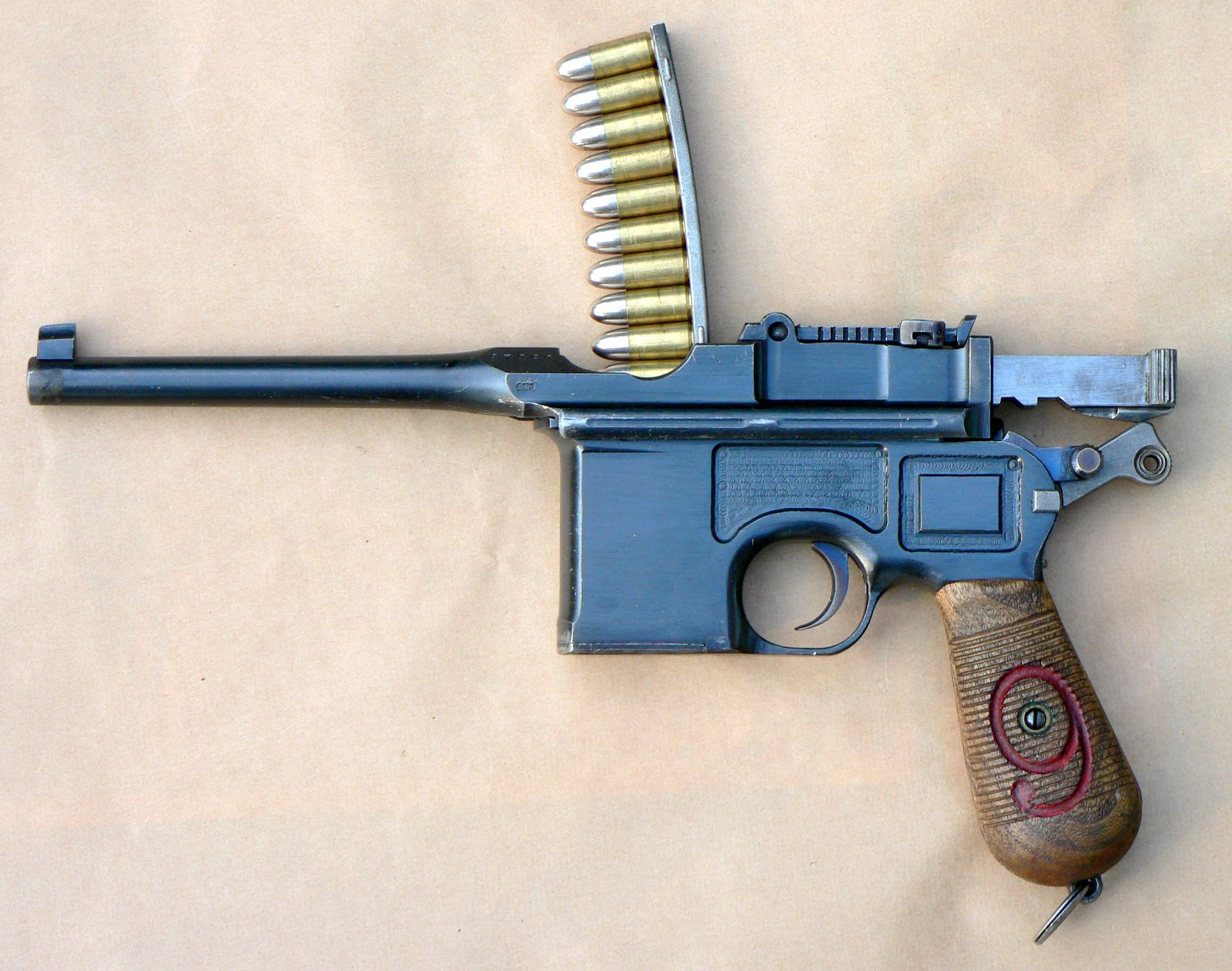
Mauser C96 in 9 mm Luger.

La Mauser si espanse nella progettazione di pistole nel 1896, producendo la C96, popolarmente nota come "manico di scopa", concepita dai fratelli Fidel, Friedrich, e Josef Feederle (spesso erroneamente indicati come "Federle").
Tutte le versioni usavano fondine che si trasformavano in calci smontabili per sparare appoggiando l'arma alla spalla (in tal modo, si otteneva una sorta di carabina). Tra il 1896 e gli ultimi anni 1930 furono costruite più di un milione di C96.

##### Pistole tascabili Mauser 1910 e 1914

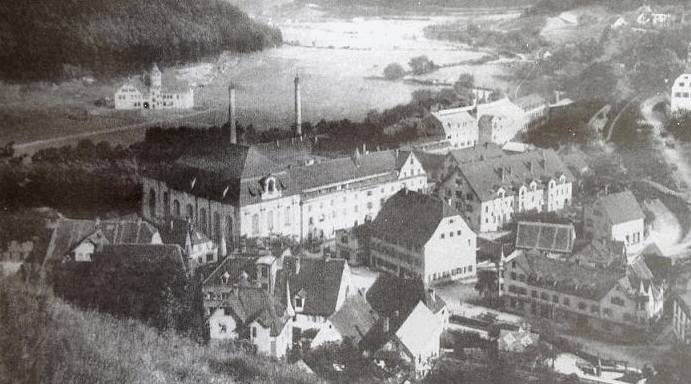
Fabbrica Mauser, 1910

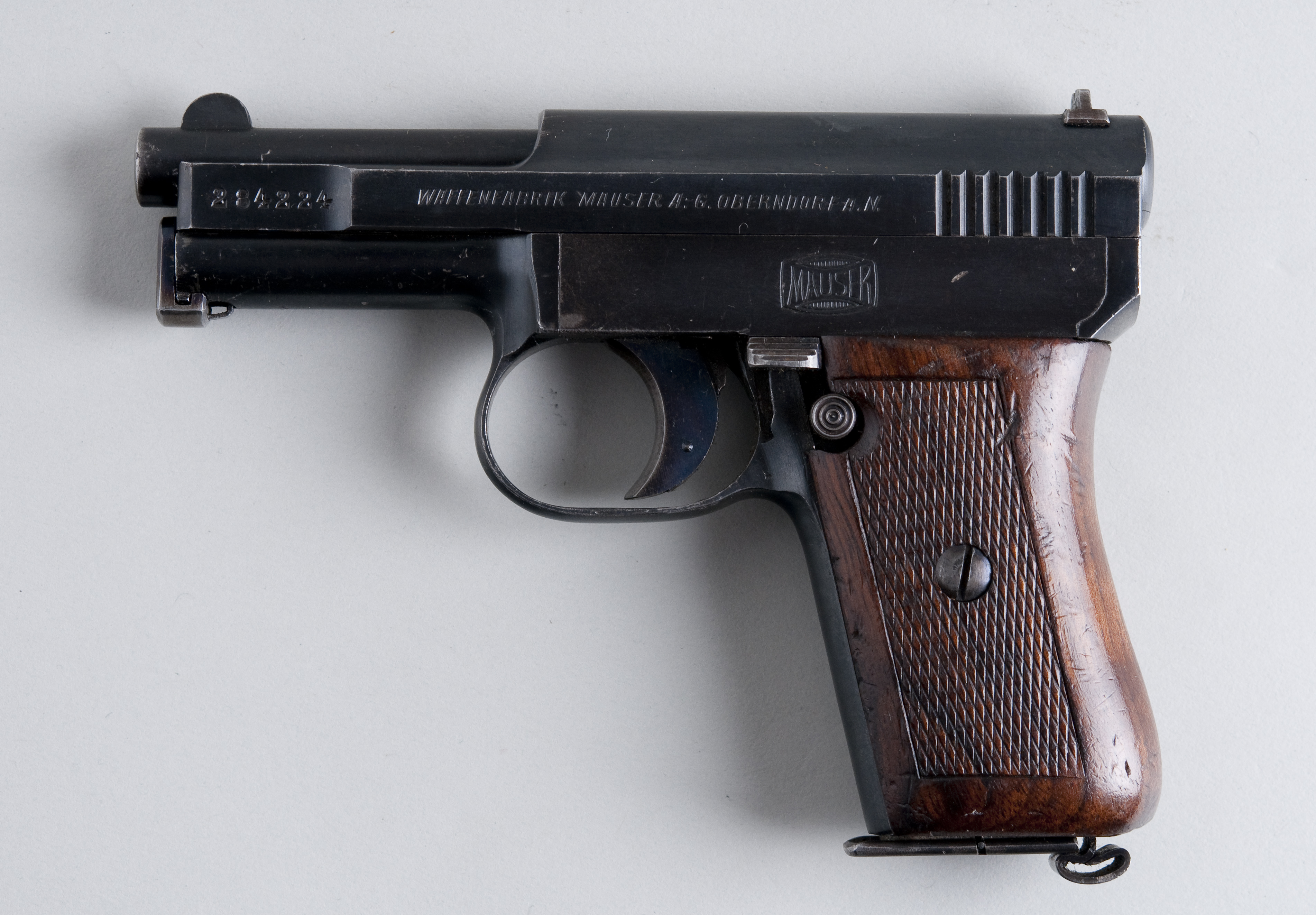
Mauser 1910

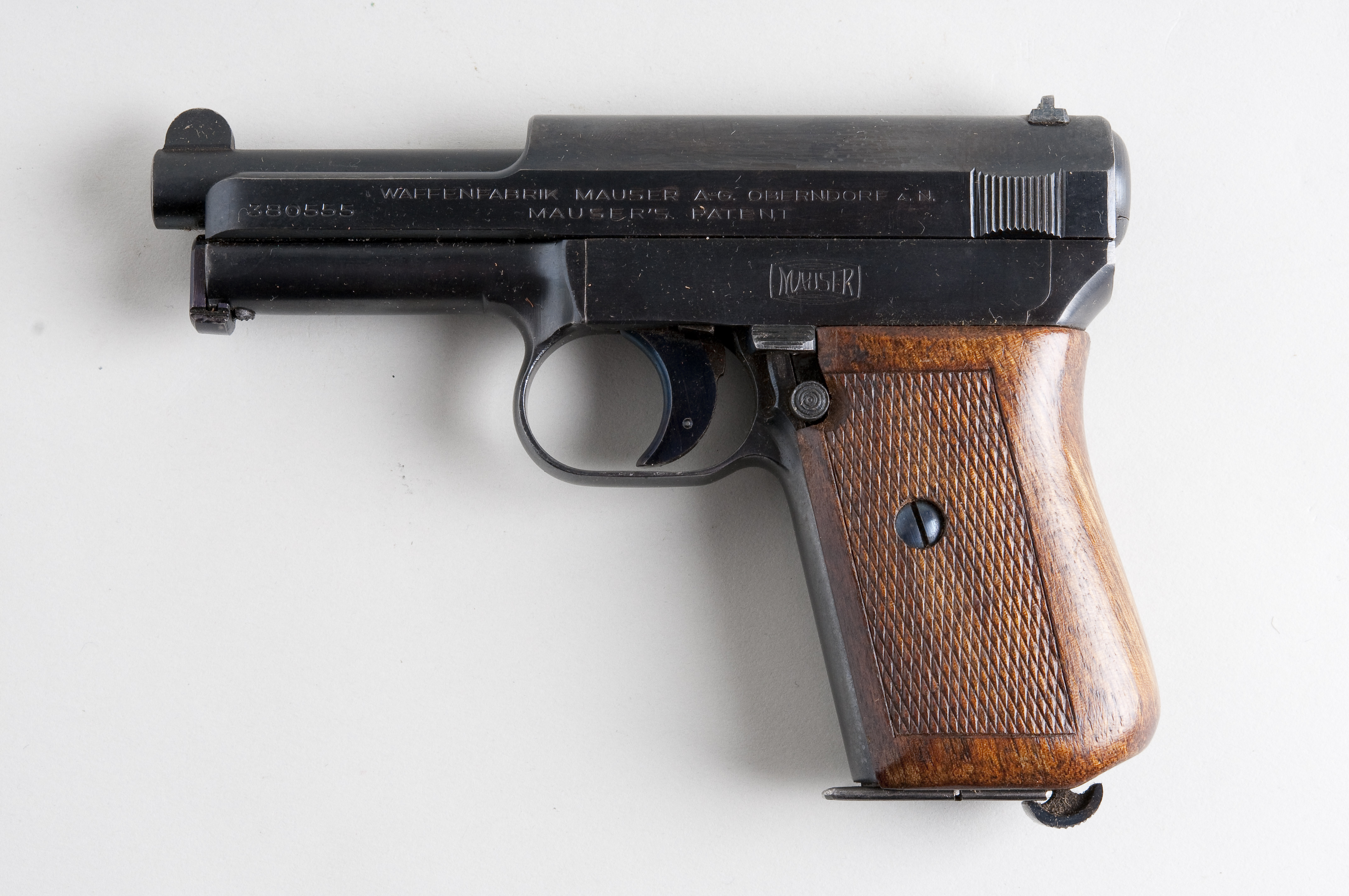
Mauser 1914

La Mauser modello 1910 era una pistola semiautomatica camerata in .25 ACP (6,35 mm). Fu introdotta nel 1910; un modello aggiornato camerati in .32 ACP (7,65 mm), la Mauser modello 1914 comparve nel 1914. La maggior parte di esse fu usata dalla Wehrmacht e dalla Kriegsmarine. Erano vendute anche al mercato civile.

##### Pistola tascabile Mauser modello 1934

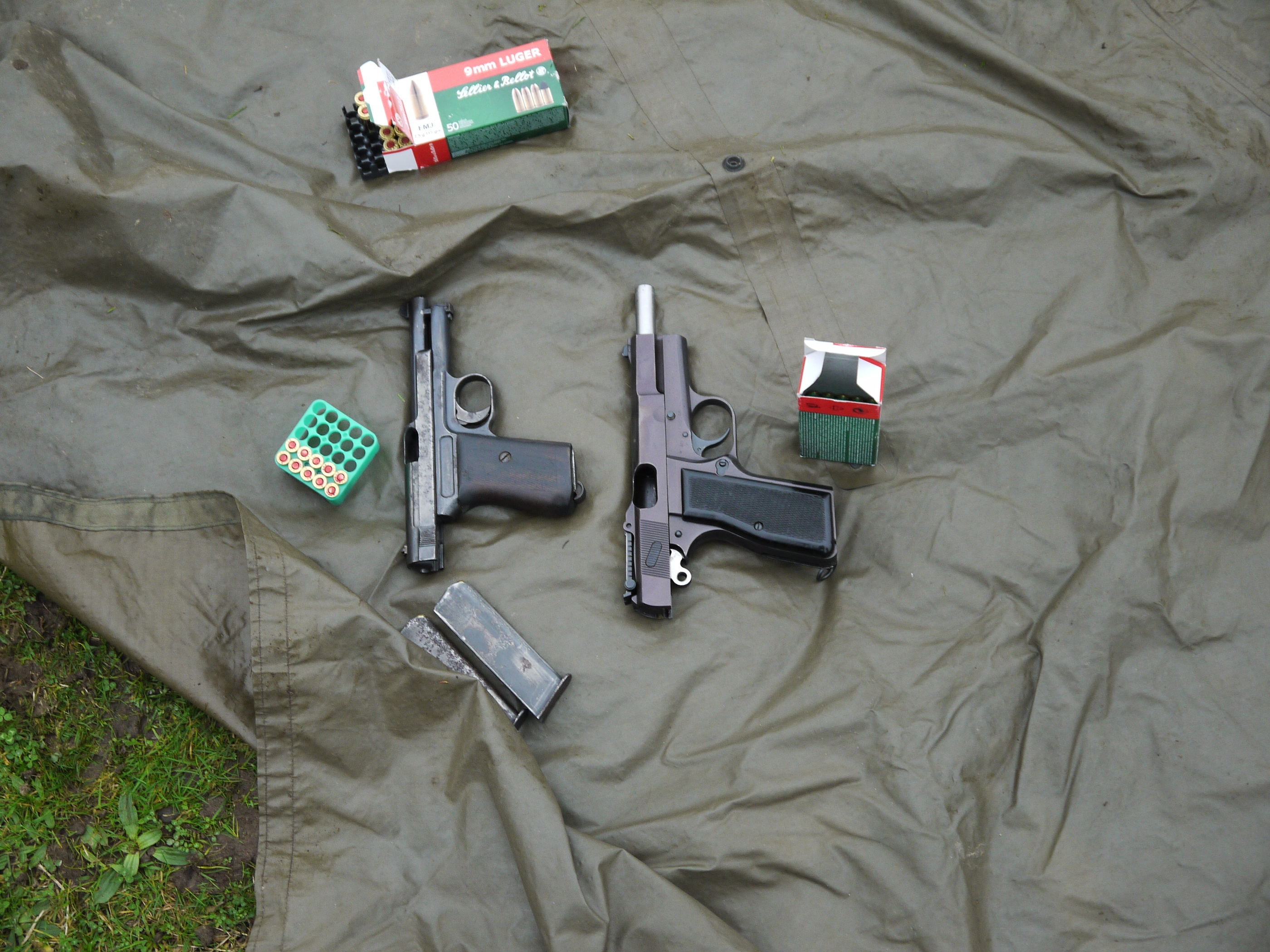
A sinistra: pistola tascabile 7,65 mm modello 1934 Model, a destra: Browning 9 mm (per confronto).

Era una piccola pistola tascabile camerata in .32 ACP (7,65 mm) e sviluppata dal precedente modello 1910/1914. La Mauser modello 1934 è pressoché identica alla 1914, salvo che nell'impugnatura, il cui dorso è più curvo. Fu impiegata dalla Kriegsmarine, ma venduta pure al mercato civile.

##### Mauser HSc
La Mauser HSc era una semiautomatica introdotta negli anni 1940. Era un progetto di compatta azione singola a massa battente in .32 ACP. La produzione si svolse dal 1940 alla fine della Seconda guerra mondiale, e poi tra gli anni 1960 e i primi 1970. I modelli del dopoguerra erano disponibili pure in .380 ACP (9 mm corto).

### Dopo il 1940

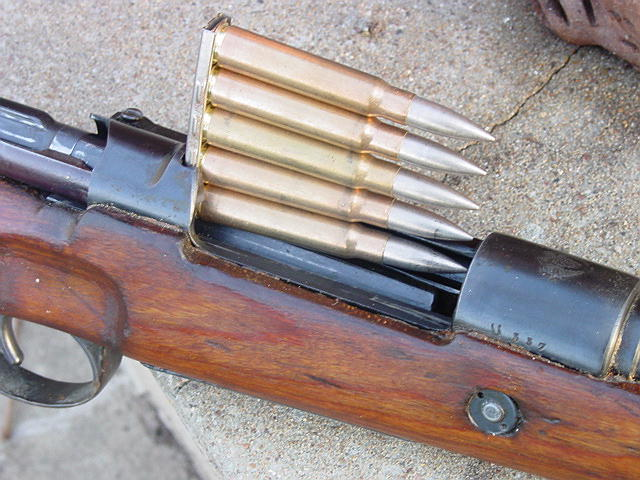
Stripper clip per il Mauser K98K con cartucce 8 × 57 mm.

Nel 1940 la Mauser fu invitata a partecipare ad una gara per equipaggiare l'esercito tedesco di un fucile semiautomatico, il Gewehr 41. Le specifiche del progetto imponevano vincoli poco pratici, quali il divieto di fori nella canna per estrarre i gas dal meccanismo di azione, e questo portò alla creazione di meccanismi che si dimostrarono inaffidabili. Furono presentati due progetti, e la versione Mauser, il G41(M), fallì miseramente nelle prove. Fu abbandonato dopo un breve periodo produttivo. Il progetto risultante non ebbe un vero successo finché non si passò ad un sistema semplificato di sottrazione di gas con il Gewehr 43. Nella Seconda guerra mondiale la fabbrica Mauser di Oberndorf fu oggetto di bombardamenti strategici alleati, che uccisero 26 lavoratori e distrussero l'impianto produttivo della società. Le forze francesi entrarono ad Oberndorf (che in seguito occuparono per qualche tempo) il 20 aprile 1945 quando le autorità cittadine si arresero senza opporre resistenza; in quell'occasione non vi fu spargimento di sangue.
Dopo la guerra in Europa, la fabbrica fu brevemente riportata in esercizio per produrre armi per le forze armate francesi che in quel momento erano sotto-equipaggiate e in cattive condizioni. L'impianto fu smantellato dalle forze occupanti nel quadro delle indennità di guerra, la maggior parte degli edifici di produzione (circa il 60% complessivo) fu demolita e i documenti distrutti per ordine del comandante locale dell'esercito francese. Per alcuni anni la Mauser Werke fabbricò strumenti di misura di precisione e attrezzi, come i micrometri. Edmund Heckler, Theodor Koch, e Alex Seidel, già tecnici Mauser, salvarono quel che poterono e fondarono la Heckler & Koch, che da quella volta è divenuta il principale costruttore tedesco di armi leggere. La Mauser continuò a fabbricare fucili da caccia o per uso sportivo. Nel 1994 divenne una controllata della Rheinmetall, costruttrice di autocannoni come il Mauser BK-27 ed altre munizioni fino al 2004, quando fu incorporata nella Rheinmetall Waffe Munition GmbH. Nel 1999 la branca che costruiva fucili da caccia, difesa e sport fu separata dalla Rheinmetall.

## Munizionamento Mauser
Peter Mauser progettò le cartucce per fucile 7,65 x 53 mm Mauser (1889) e 7 x 57 mm Mauser (1892). Queste cartucce erano usate nei fucili militari Mauser ed erano progetti di cartucce "d'ordinanza" dalle alte prestazioni se confrontate con le coeve concorrenti a polvere infume quali 8 mm Lebel (1885), 8 × 50 mm R Mannlicher (1890) e .303 British (1891).

## Armi Mauser dopo la Seconda guerra mondiale
La Mauser fu ricostituita formalmente negli anni 1950.

### Anni 1960
Fu acquistato un progetto di fucile di Walter Gehmann, ed entrò in produzione nel 1965 come modello 66. Venivano offerte anche alcune pistole, come la Mauser USc.
- Modello 66
- Modello 66 S
- Modello 66 P

### Anni 1970–1990
- Modello 77[23]
- Modello 86 SR[24]

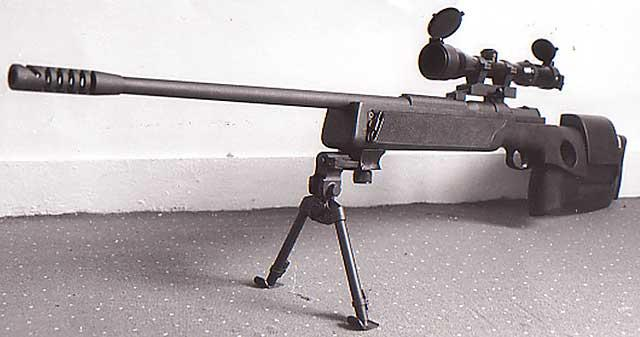
Fucile di precisione Mauser SP66.

- Mauser SP66 –  un fucile di precisione basato sul modello 66. Una versione migliorata era il Mauser 86 SR.[25]
- Mauser Parabellum[26]

### 1990–2004
Nel 1995 la divisione armi della Mauser fu acquistata dalla Rheinmetall Berlin AG; la cessione fu completata nel 1996 e la società prende il nome di Mauser-Werke Oberndorf Waffensysteme GmbH. Lo stesso anno la Rheinmetall Berlin AG venne ribattezzata Rheinmetall AG.
Nel 1999 parte della Mauser fu ceduta alla Schweizerische Industrie Gesellschaft (SIG) (non più nel settore delle armi). Questa divenne Mauser Jagdwaffen GmbH. La divisione posseduta da Rheinmetall fu chiamata Mauser-Werke Oberndorf Waffensysteme GmbH.
Nel 2000 la Mauser Jagdwaffen GmbH fu venduta a Luke & Ortmeier Group nell'ambito di un disimpegno di SIG da tutti i suoi affari di armi ma rimane un'attività.
Nel 2004 prese vita la Rheinmetall Waffen Munition GmbH dalla fusione di Rheinmetall W & M GmbH, Mauser-Werke Oberndorf Waffensysteme GmbH, Buck Neue Technologien GmbH, Pyrotechnik Silberhütte GmbH e la pirotecnica Hanns-Jürgen Diederichs GmbH & Co. KG.
- Mauser SR 93 fucile di precisione
- Modello 94
- Modello 96 / modello 96 S – un fucile ad otturatore scorrevole
- Mauser SR 97
- Mauser 80SA – un clone della Browning Hi-Power fabbricato da Fegyver- és Gépgyár (FEG) e rifinito da Mauser
- Mauser 90DA – una derivazione della Hi-Power in azione doppia/azione singola, sempre fabbricata da FEG

## Autocannoni
Anteriori alla Seconda guerra mondiale
cannone FlaK 30/38 20 mm
cannone MG FF—derivato nel 1936 da Ikaria Werke Berlin partendo dallo svizzero Oerlikon FF 20 mm
cannone MG 151/20 20 mm
cannone MG 213—sviluppato durante la guerra ma non entrato in produzione 20 mm
cannone MK 108 sviluppato nel 1940 da Rheinmetall-Borsig 30 mm
Successivi alla Seconda guerra mondiale
cannone BK-27 27 mm
cannone RMK30 30 mm

## Autoveicoli

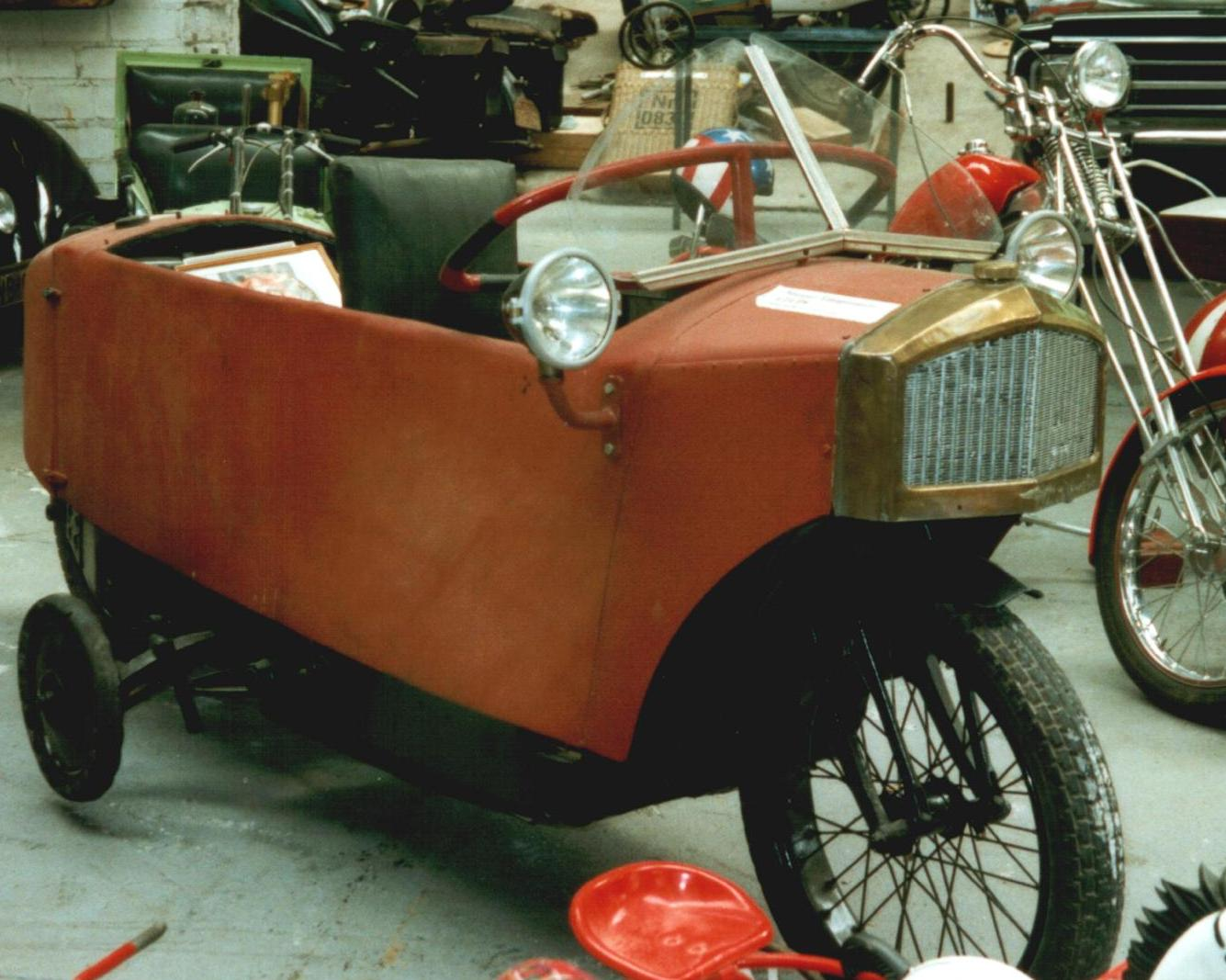
Mauser-Einspurauto del 1923

Nel 1920 l'azienda acquisisce la Einspurauto di Gustav Winkler, migliorandone la progettazione e costruzione, partecipando successivamente alla Berliner Automobil-Ausstellung del 1921 con il modello Mauser Einspurauto 2/6 PS.
Era una automobile a due ruote, anteriore e posteriore, e due ruotini di supporto, che durante l'equilibrio del movimento venivano retratti. Il motore era monocilindrico di 496 cm³, poi di 510 cm³ e potenza 6 HP. La produzione in serie iniziò nel 1923 e si concluse nel 1925, solo un esemplare fu costruito nel 1927. Vi furono due modelli, uno da 6/24 HP Typ M 6 dal 1923 al 1926, e successivamente il 6/24 HP Typ M 7 dal 1926 al 1927. Qui venne installato un motore quattro cilindri da 1.568 cm³ e 24 HP di potenza con trasmissione cardanica sulle ruote posteriori. Nel 1927 la produzione finì. La marca Winkler con il modello Winkler Einspurauto venne chiusa nel 1929.

## Utensili e strumenti di misura
Mauser iniziò nel 1920 a produrre utensili e strumenti di misura. Questi prodotti furono anche marchiati Scherr-Tumico per il mercato statunitense. Mauser depositò dal 1922 al 1996 circa 200 brevetti.

## Prototipi
- Sturmgewehr 45